# Badalona
Badalona es una ciudad y municipio de la comarca del Barcelonés, en la provincia de Barcelona, Cataluña, España. Alcanzó la condición de ciudad en 1897. Está a 10 km de distancia del centro de Barcelona. Situada en la costa del mar Mediterráneo, ocupa parcialmente el delta del Besós y los contrafuertes de la sierra de la Marina. Cuenta con una población de 227 083 habitantes (INE 2024), por lo que es la tercera ciudad más poblada de Cataluña, así como la vigesimosegunda de España.
La ciudad está rodeada por los municipios de San Adrián de Besós al suroccidente, cuya parte limítrofe y hasta el eje del río Besós le fue agregada entre 1929 y 1955; Santa Coloma de Gramanet al occidente; Tiana y Montgat de la comarca del Maresme al noreste, y de San Fausto de Campcentellas (Vallés Oriental) y Moncada y Reixach (Vallés Occidental) al norte. El término municipal está situado en el extremo norte de la comarca del Barcelonés y, junto con otras poblaciones, forma parte del área metropolitana de Barcelona. Es, además, la ciudad más importante de la región conocida como Barcelonés Norte.
Los restos arqueológicos encontrados en los barrios de Llefià y de Sistrells remontan su historia al Neolítico, pero la fundación de la población se produjo alrededor del año 100 a. C.

## Geografía
Integrado en la comarca de Barcelonés, se sitúa a 10 kilómetros del centro de Barcelona. El término municipal está atravesado por la autovía C-31 (Barcelona-Montgat), por la antigua carretera N-II entre los pK 625 y 629, por la autovía B-20 (Ronda de Dalt), por la carretera B-500, que conecta con San Fausto de Campcentellas y por la carretera local que se dirige a Moncada. 
| Noroeste: Moncada y Reixach        | Norte: San Fausto de Campcentellas | Noreste: Tiana y Montgat  |
| Oeste: Santa Coloma de Gramanet    |                                    | Este: Mar Mediterráneo    |
| Suroeste: Santa Coloma de Gramanet | Sur: San Adrián de Besós           | Sureste: Mar Mediterráneo |

### Orografía

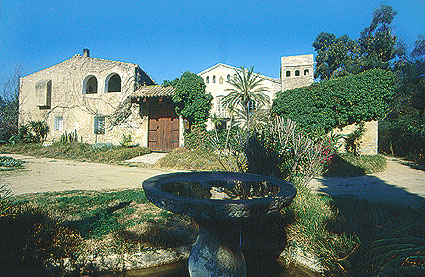
Masía de Can Butiñá

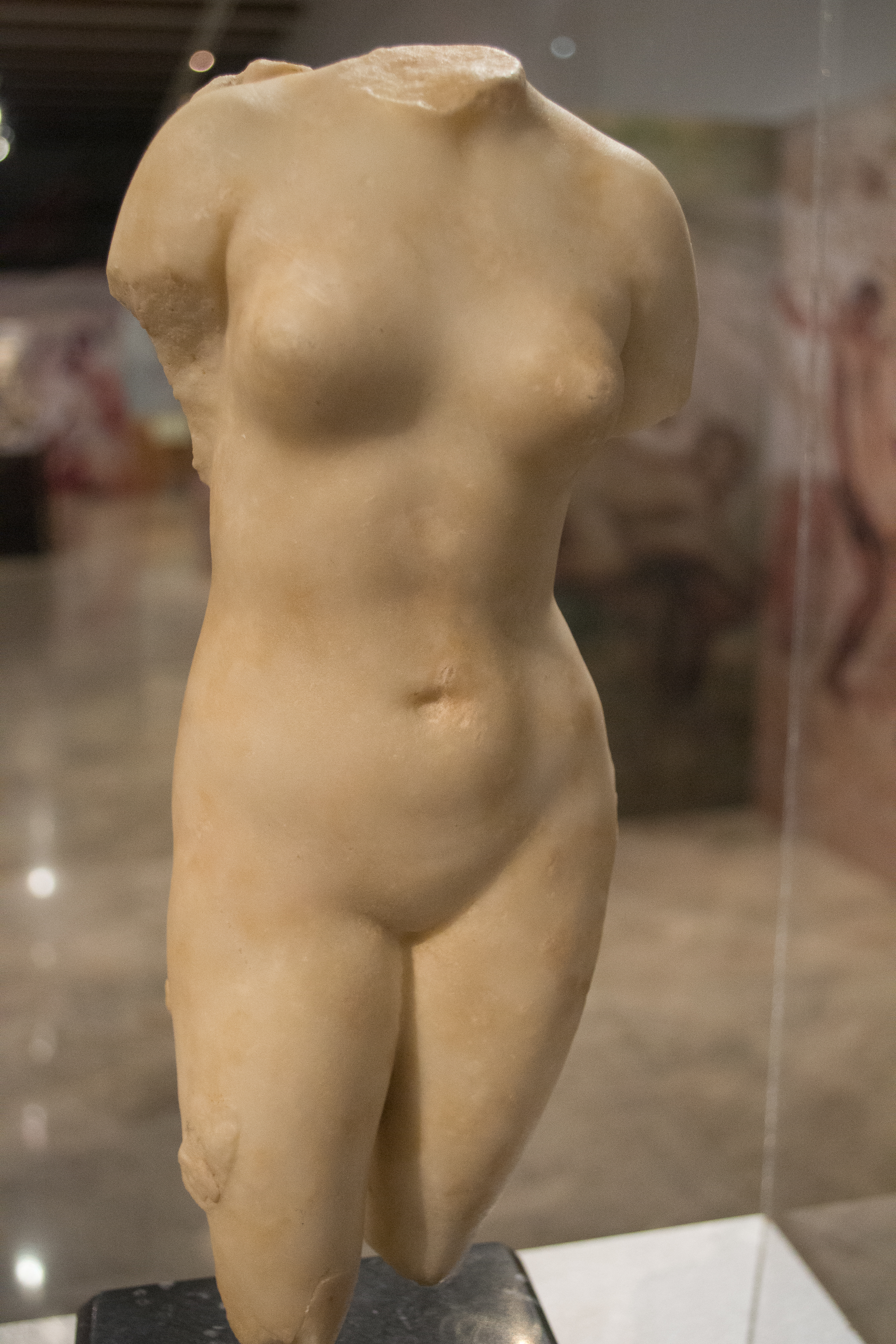
La Venus de Badalona

Badalona es una ciudad tanto de mar como de montaña. La sierra de Marina atraviesa el norte y oeste del término municipal, donde destaca la colina de la Coscollada, de 466 metros de altitud. También hay que destacar las rieras, abundantes en el municipio. La altitud oscila por tanto entre los 466 metros (colina de la Coscollada) y el nivel del mar. El centro histórico se alza a 23 metros sobre el nivel del mar. 

### Clima
Badalona disfruta de un clima mediterráneo subhúmedo, es decir, suave, con veranos húmedos y cálidos, además de un periodo más fresco, con un invierno moderadamente suave. Las lluvias tienen una máxima al iniciarse el otoño y más raramente durante la primavera. Los meses más húmedos del año son abril, septiembre y octubre. Los meses secos son julio y agosto. La media de horas de sol al año es de 1847.

### Vegetación
La sierra de Marina rodea toda la ciudad por la parte noroeste y es el auténtico pulmón de la ciudad. Desde ella hay unas vistas variadas y magníficas. La vegetación es diversa; en las zonas de poca humedad encontramos encinares, pinares, maquias, brozas y henares. En las áreas más húmedas se establecen otras más exigentes, en cuanto al agua, como son robledales y bosques de ribera, especialmente. En la riera de Canyet, la existencia de plátanos atestigua el carácter de camino de entrada hacia la montaña, una función que también desempeñan otras rieras como la de los Frares, la de San Juan, la de Matamoros y la de Canyadó.
Badalona tiene un patrimonio forestal formado por los cerros del Hombre, de Fra Rafel y del Pino Candeler y por la sierra de la Malesa. Todos forman el eje básico de la sierra de Matas. Las colinas de Montgat y de las Baterías limitan Badalona por el noroeste, mientras que la sierra de Collserola representa la unión por la zona del río Besós.

### Zonas verdes
Badalona cuenta con 96 ha de verde urbano repartidas en jardines pequeños y grandes parques. Hay que destacar el de Can Solei/Ca l'Arnús —jardín histórico— con 110 000 m² y el de Montigalà, con 102 600 m².
Los jardines históricos de Can Solei y Ca l’Arnús situados ambos en el barrio de Casagemes, hoy en día no se pueden entender como dos unidades separadas.
Parque de Can Solei
El origen de las fincas se remonta a 1565, cuando Dalmau Ros compró el más Solei, una antigua finca agrícola. No fue hasta la segunda mitad del siglo XIX, en 1851, cuando Evaristo Arnús y de Ferrer, hombre rico en influyente de Barcelona, siguiendo la tradición de las familias bien estantes del siglo XIX, adquirió una parte del antiguo mas Solei. Desde aquel momento y hasta 1936 las fincas quedaron separadas. Hasta que un día de aquel año la familia Arnús abrió la finca para organizar un concierto con la finalidad de recaudar dinero para las milicias que combatían en la guerra civil española en el bando de la República.
Durante la guerra civil (1936-1939), Can Solei fue confiscada y abierta a la ciudadanía. Una vez finalizada la guerra, la finca se devolvió a sus antiguos propietarios. En 1977, Can Solei pasó definitivamente a ser patrimonio de la ciudad. El parque de Can Solei tiene una superficie de 3,5 ha.
Parque de Ca l'Arnús

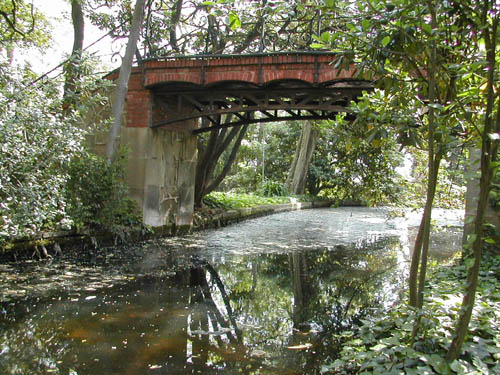
Puente de Ca l'Arnús

El parque tiene una superficie de 8 hectáreas y se puede dividir en dos zonas. Una de estilo neoclásico con más de cincuenta años de antigüedad y otra con unos 130 años de historia. El conjunto histórico-paisajístico de Ca l’Arnús es único en la ciudad de Badalona, tanto por sus edificaciones singulares, como por la extraordinaria riqueza vegetal y faunística.

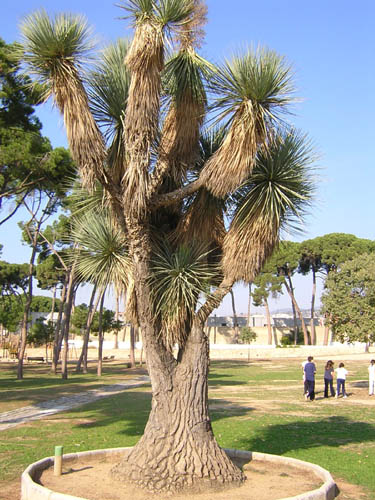
Can Solei

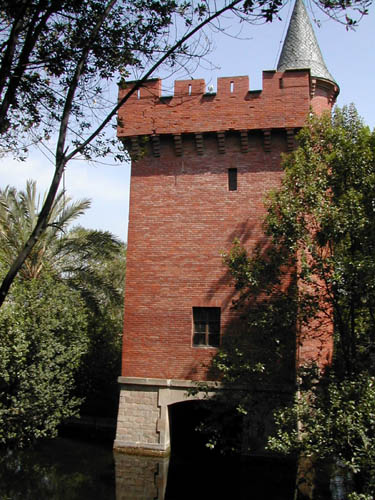
Torre de Ca l'Arnús

El parque contiene una piscina, zonas de césped, árboles ornamentales, en la zona de estilo neoclásico. En cambio, el resto del parque está formado por elementos clásicos del jardín romántico: grutas, islas, puentes y lagos. También abundan palmeras, pinos, arbustos, eucaliptos, plataneros, cipreses y bambúes. Al lado de la casa de invitados, Evarist Arnús hizo construir una central meteorológica. Su hijo, Emilio Arnús, añadió al parque un castillo de torre cuadrada.
Evarist Arnús hospedó a la familia real durante dos días con motivo de la Exposición Universal de Barcelona de 1888. Se alojaron tanto la reina regente como su hijo el rey Alfonso XIII (de dos años y medio de edad). De esta visita queda como testimonio la cadena que bordea la casa, signo externo que allí pernoctó un miembro de la familia real.
En la primera década del siglo XXI se rehabilitó el castillo y los jardines históricos, lo que ha provocado recuperar la belleza y el esplendor de antaño. La unión definitiva de ambos espacios no se ha hecho realidad hasta 2003, cuando el Ayuntamiento de Badalona hizo efectiva la conexión simbólica a través de una puerta que une los dos espacios, aunque está pendiente un proyecto que permeabilice el paso definitivamente por los dos espacios.
Parque del Cerro de Caritg

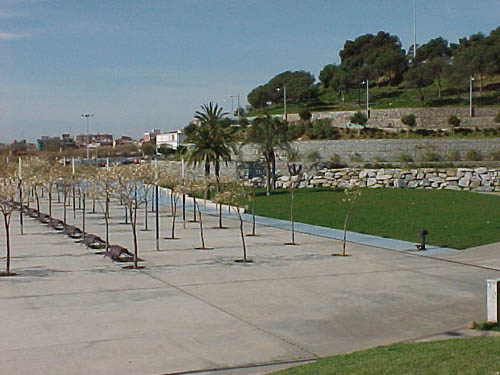
Cerro de Caritg, plaza del Centenario

Este parque cuenta con 6,1 hectáreas de superficie, la primera fase se inauguró en 1990 y la tercera y última en 1999. Está dentro de los límites del barrio de Sistrells muy cercano al Grupo Virgen de la Salud. Es un parque de estilo forestal que reúne a un gran número de especies mediterráneas. Tiene la particularidad de estar en una colina que está totalmente dentro del núcleo urbano. En el parque se encuentran pinos, encinas, olmos, fresnos, palos rosas, branquiquitonos, palmeras y arbustos como romeros, durillos (viburnum tinus), lentiscos, retamas, cotoneaster, hiedras y las estepas. En la última fase se implantó el mismo tipo de plantas y se ha construido un anfiteatro, con taludes de césped, un paseo pavimentado y una fuente tipo géiser. Todo ello a los pies de la colina de Caritg, en lo que se llama la plaza del Centenario. Este parque es conocido popularmente desde hace muchos años como Los Cañones pues antiguamente alojaba en su parte de mayor altitud piezas de artillería para repeler los asedios que recibía la ciudad desde el mar.
La montaña pertenece a la era terciaria, periodo mioceno. El monte que se conoce hoy en día se formó fruto de una fuerte erosión sobre la sierra litoral que a través de torrentes y riadas depositó a los pies de la colina un material que se fue compactando e inclinado. El suelo de este lugar lo forman arcillas rojas, en las que se insertan restos minerales como cuarzos y pizarras, algunos que pueden llegar a hacer más de un metro de diámetro.
Diversas excavaciones efectuadas durante la primera mitad del siglo XX pusieron al descubierto diversas sepulturas paleocristianas. Estos entierros se hacían en cementerios romanos ubicados cerca de la vía Augusta, que pasaba muy cerca de la montaña. Actualmente los restos han desaparecido, porque durante muchos años hubo una intensa extracción de arcillas para las bóvedas desde hace más de dos siglos. Gracias a su situación privilegiada, durante el siglo pasado se utilizó como posición defensiva, razón por la que el ejército español la ocupó hasta los años 1980.

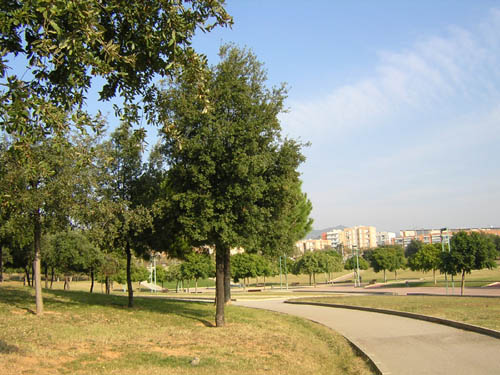
Parque de Montigalá
Con una superficie de 8,1 ha e inaugurado en 1991, pertenece al barrio de Montigalà. El tronco central del parque está diseñado como parque semiforestal, con pendientes suaves de césped segado y acompañado por una vegetación mediterránea de encinas y pinos y rematado por caminos pavimentados. Si se entra por la avenida Puigfred encontramos un amplio camino flanqueado por árboles y césped.
Parque G 4
Proyectado como parque forestal con pinos, encinas corcheras y arbustos mediterráneos. El parque está tapizado con hierba y cuenta con caminos pavimentados. Se inauguró en 1994 y tiene una superficie de 6 ha. Aunque pertenece al barrio de Montigalà, está a medio camino del barrio de Bufalà. Es el que menos presencia de personas tiene, al estar en una zona de paso. Sin estar lejos de las viviendas, no da la sensación de proximidad como sí lo hacen tanto el parque G-5 como el de Montigalà. Aunque hoy en día está bien cuidado, antaño estuvo un poco olvidado por el consistorio. Tiene pocos bancos para poder descansar. Puede ser considerado como el menos vistoso de los tres, pero es recomendable visitarlo.
Parque G 5
Parque de estilo paisajístico de cariz autóctono, repleto con planta, arbórea y arbustiva, caduca y perenne, a su vez se incorpora la vegetación espontánea del lugar. Pertenece al barrio de Montigalà, se inauguró en 2003 y tiene 4,20 ha de superficie. El suelo es de sauló, adoquines de junta abierta, se entapiza de césped y pradería. Los muros son de tierra armada y las pequeñas colinas están reforzadas con escollera.
Parque del Gran Sol

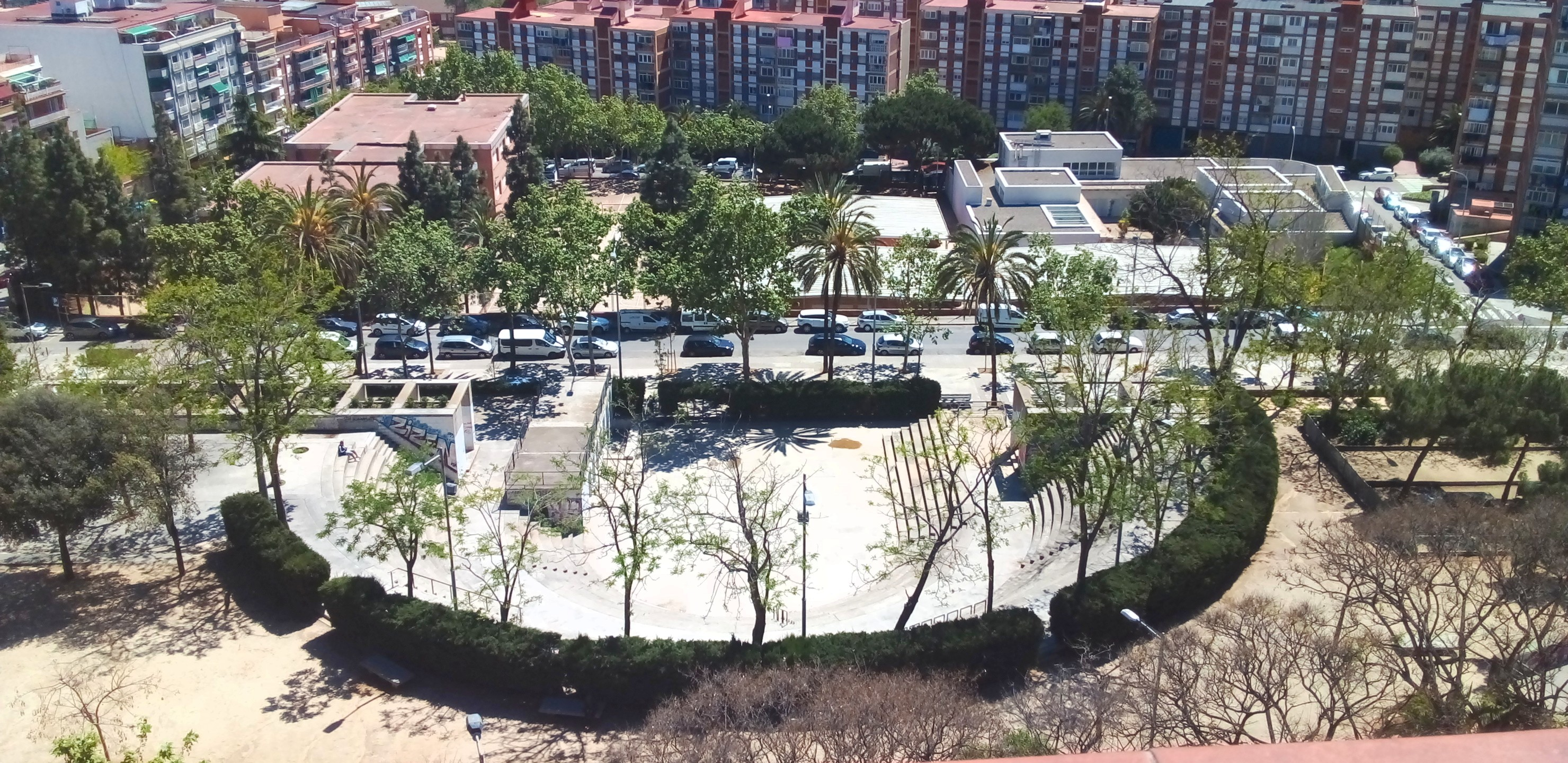
Parque del Gran Sol. Anfiteatro

Parque del populoso barrio de Llefià, fue diseñado con finalidades multidisciplinares. De vegetación sencilla, es un parque de superficie dura, con vegetación básicamente arbórea y arbustiva. Se encuentran pinos, chopos, acacias de Japón, encinas y cipreses. Se une a un paseo pavimentado de plataneros y palmeras. Dispone de un anfiteatro que permite acoger fiestas populares, mítines y celebraciones lúdicas. Se inauguró en 1985 y ocupa 1,8 ha.

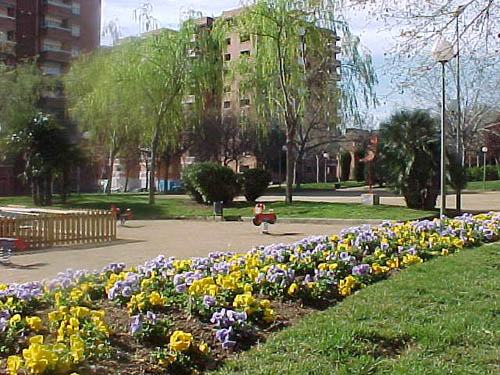
Parque de Nueva Lloreda
Parque en el que abundan los árboles frondosos y las plantas arbustivas con la finalidad de dar al viandante un espacio de ocio, en el que disfrutar de espacios de sombra, paseo o lectura, además de deporte. El suelo es de tierra con arena. El parque se divide en tres niveles, ya que está ligeramente inclinado, todo ello con un paseo en su perímetro. Se inauguró en 1982, tras años de protestas vecinales que reclamaban una adecuación de un terreno abandonado que había sido utilizado incívicamente como vertedero. Cuenta con 1,5 ha de superficie.
Plaza de Joaquim Torrents i Lladó
Jardín en el que predominan de árboles mediterráneos, pinos olmos, encinas, robles, palmeras y cipreses. Diversas piezas de césped armonizan con la zona pavimentada junto con diversas cercas arbustivas. Al fondo del jardín se encuentra una pequeña colina de césped. Está en el barrio de Bufalà, se inauguró en 1999 y con una superficie de 0,81 ha.
Parque de Casa Barriga
Pequeño parque enjardinado a dos niveles, con árboles, arbustos y césped. Los árboles de origen mediterráneo, pinos y encinas, comparten el espacio con árboles exóticos como jacarandás y pimenteros. También encontramos árboles de la antigua finca de can Barriga. Cabe destacar que el riego de este parque se realiza con aguas subterráneas.
Pertenece al barrio de Bufalà limitando con el histórico barrio Dalt de la Vila. Con una superficie de 0,52 ha e inaugurado en 1993.
Plaza de la Segunda República
Aunque dé nombre a una plaza, es realmente un parque que fue inaugurado en 2003, pertenece al barrio de Lloreda y tiene una superficie de 1,57 ha. Durante años no fue más que un descampado pero, tras la urbanización de la zona próxima, los vecinos estuvieron varios años reclamando un parque al ayuntamiento que al final acabó por construir. 
Un tercio del parque está formado por suelo de hormigón, siendo los dos tercios restantes formados por tierra y arena, con zonas de césped. Este parque está dotado de juegos infantiles, tenis de mesa y petanca. Vulgarmente es conocido como el parque del Condis, ya que en el parque está el supermercado Condis.

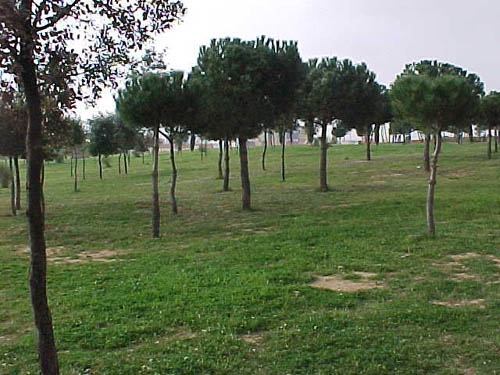
Parque G-4
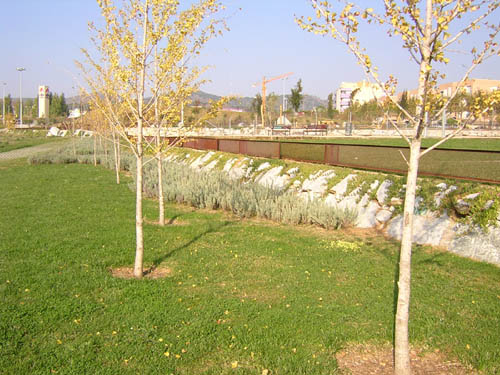
Parque G-5
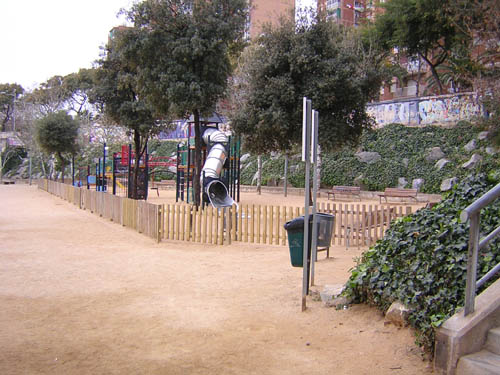
Parque Gran Sol
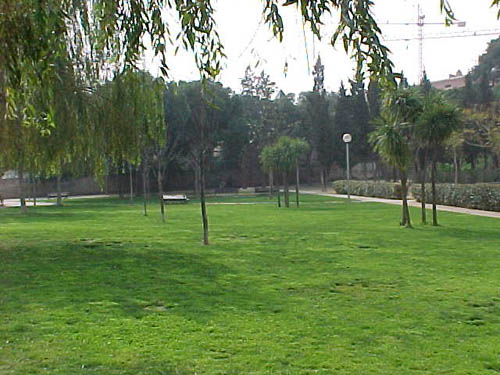
Parque de Can Barriga
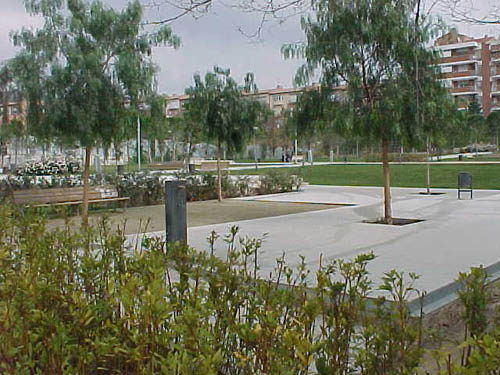
Plaza de Joaquim Torrents i Lladó

### Playas
El litoral de Badalona, bañado por el mar Mediterráneo, es de 5 kilómetros, de los que se perdieron 500 metros de playa con la construcción del nuevo puerto deportivo. Actualmente Badalona cuenta con nueve playas diferentes que suman un total de 4,5 kilómetros de arena fina y dorada, incluyendo la playa nudista de la Mora y de la Barca María, siendo así una de las más largas de toda Cataluña. El paseo marítimo de la ciudad se prolonga casi a lo largo de un kilómetro. Estas playas constituyen la base turística de la población.

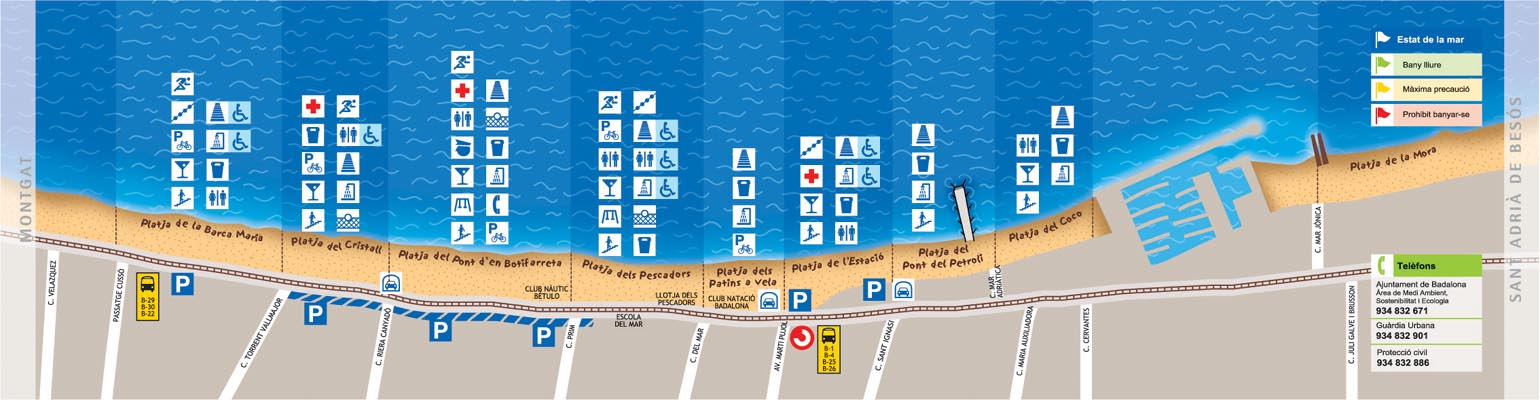
Mapa de las playas de Badalona

Las playas de Badalona, de norte a sur:

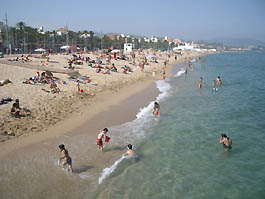
Playa de los Pescadores

- Playa de la Barca María, con una longitud de 915 m está ubicada entre el torrente Vallmajor y el límite con Montgat.

- Playa del Cristall, con una longitud de 300 m está ubicada en el barrio de Canyadó y recibe el nombre de una antigua fábrica de cristal que estaba instalada en la zona.

- Playa del Pont d'en Botifarreta, con 620 m de longitud se ubica entre el barrio de Canyadó y la Riera Matamoros, en este tramo de playa encontramos lugares tan emblemáticos de Badalona como el club náutico Bétulo y donde anteriormente se situaba la discoteca «Titus».[3]

- Playa de los Pescadores, con una longitud de 420 m está ubicada entre la Riera Matamoros y la calle del Mar, es el litoral de playa más céntrico de la Rambla y recibe su nombre de las barcas de pesca que hay junto a la lonja de la ciudad.

- Playa de los Patines de Vela, con una longitud de 150 m está ubicada entre la calle del Mar y la avenida Martí Pujol, es la playa más conocida de Badalona ya que es donde se sitúa el Club Natació Badalona, donde se concentran los amantes de la vela.

- Playa de la Estación, con una longitud de 390 m está ubicada entre la avenida Martí Pujol y la avenida Sant Ignasi de Loiola, en este tramo del litoral podemos encontrar: La piscina municipal Cobierta, el restaurante El Pescador y la pista polideportiva La playa. Recibe este nombre porque está situada justo delante de la estación de tren de Badalona.

- Playa del Pont del Petroli, con una longitud de 370 m está ubicada entre la avenida Sant Ignasi de Loiola y la plaza de los Patines de Vela, recibe este nombre porque se emplaza el emblemático puente que recibe el mismo nombre y donde está situada la importante fábrica Anís del Mono.[4]

- Playa del Coco, con una longitud de 250 m está ubicada entre la plaza de los patines de Vela y la calle Cervantes.

- Playa de la Mora, con una longitud de 585m. está ubicada entre el Puerto de Badalona y el límite de San Adrián de Besós, es la playa situada más al sur de Badalona y es conocida por excelencia por la práctica del nudismo.

### Puente del Petróleo

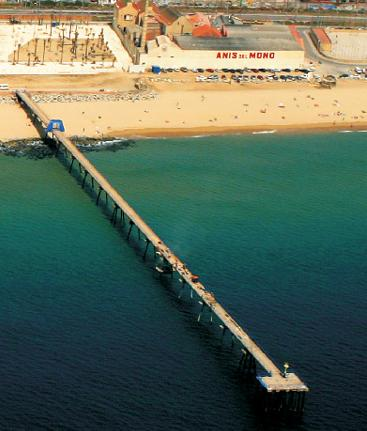
Vista aérea del Puente del Petróleo

Antigua instalación para la descarga de hidrocarburos en la playa de Badalona, es un símbolo de la ciudad y está abierto al público desde 2009. Este antiguo muelle petrolífero ha posibilitado una vez acabado su uso, la creación de un ecosistema submarino (especialmente por la colonia de caballitos de mar que se instaló en la base de los pilones) único en la costa catalana. Una vez remodelado, Badalona cuenta con una estructura de pilones con una longitud total de 250 metros y de los que unos 210 metros es la parte que se adentra en el mar, ofreciendo una panorámica privilegiada de la ciudad vista desde el Mediterráneo.
Cuando fue abandonado y dejó de servir como punto de descarga, el Puente del Petróleo se convirtió en la principal controversia de la zona, ya que al dejar de pasar buques con sus correspondientes pérdidas de carburantes y lavados ilegales, todo un hermoso y diverso ecosistema se asentó bajo sus pilares. Rápidamente la vida colonizó las maderas, muertos de cemento y cabos desprendidos, constituyéndose como la principal zona de buceo en Badalona. Sin necesidad de embarcaciones ni instalaciones, los bajos de ese viejo pantalán hacían las delicias de los centenares de buceadores que se acercaban a disfrutar de las maravillas submarinas que allí se congregaban. Esto dio lugar a que fuese un acontecimiento único en la costa catalana.
Fue entonces cuando saltó la polémica, en 2001, justo tras la noticia de que el puente iba a ser desmontado, cuando una plataforma de buceadores, fotógrafos y demás amigos del Puente del Petróleo, se lanzaron a la calle y se manifestaron para intentar salvar la estructura férrea tan representativa de la zona. Y fue así como se consiguió proteger no solo el pantalán de madera y hierro, sino también toda la vida que bajo sus pilares, se ha ido estableciendo. Además de eso, las autoridades locales se comprometieron a habilitarlo como paseo que ahora conduce mar adentro, y permite disfrutar, observar y fotografiar a los muchos visitantes atraídos por esta playa conocida como playa del Puente del Petróleo. Se abrió al público el 13 de junio de 2009 tras una profunda remodelación.

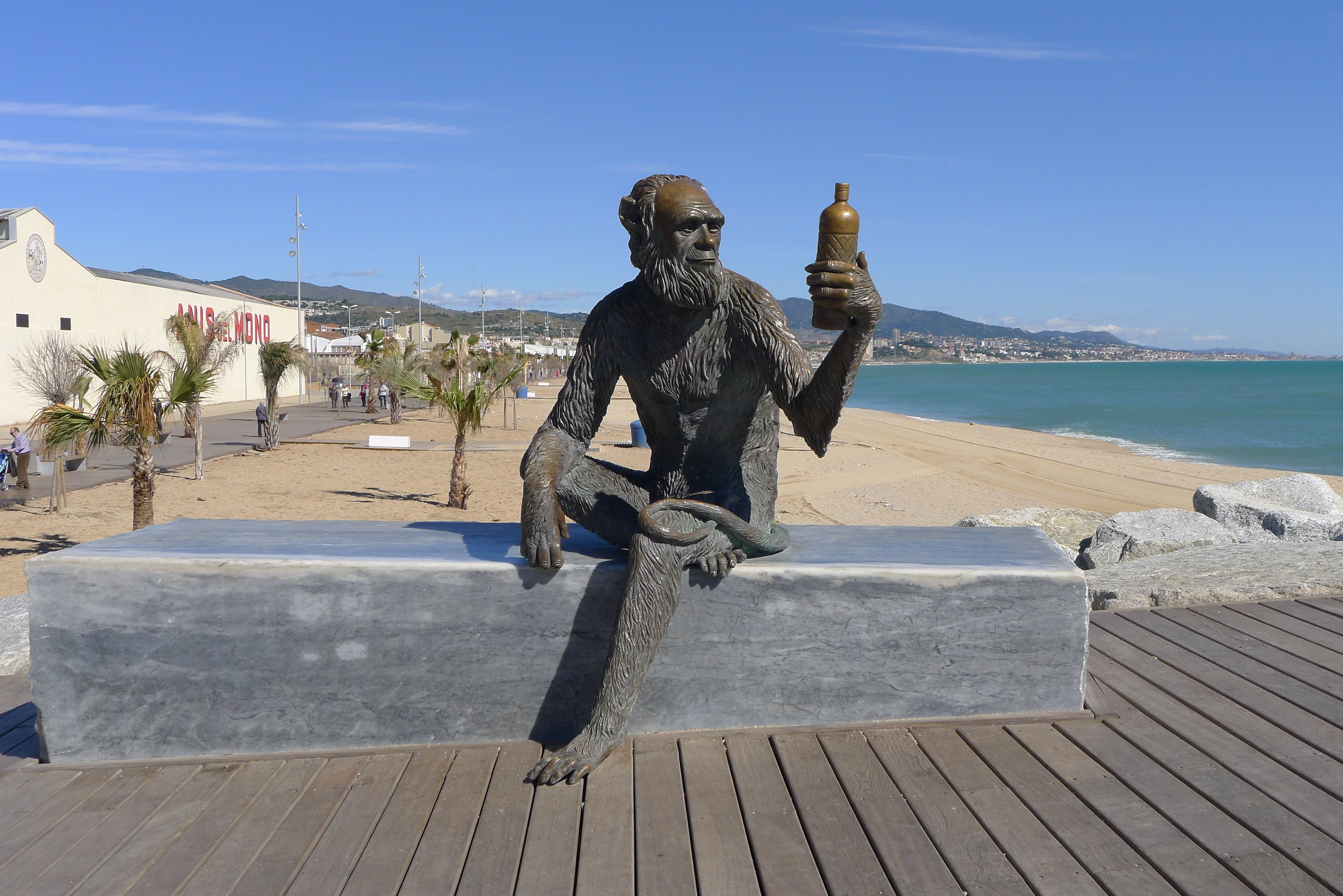
Escultura del Anís del Mono

Desde el día 7 de julio de 2012, el acceso al Pont cuenta con una escultura de bronce de dimensiones humanas de la mascota de la compañía Anís del Mono en homenaje a esta, al tratarse de un icono de la ciudad. La escultura fue diseñada por Susana Ruiz, alumna de la Escuela de Arte y Superior de Diseño Pablo Gargallo de Badalona. Actualmente, el Puente del Petróleo se encuentra cerrado por los desperfectos causados por el temporal 'Gloria' en 2020 que han dejado separada la plataforma final del resto del puente.

### Comunicaciones

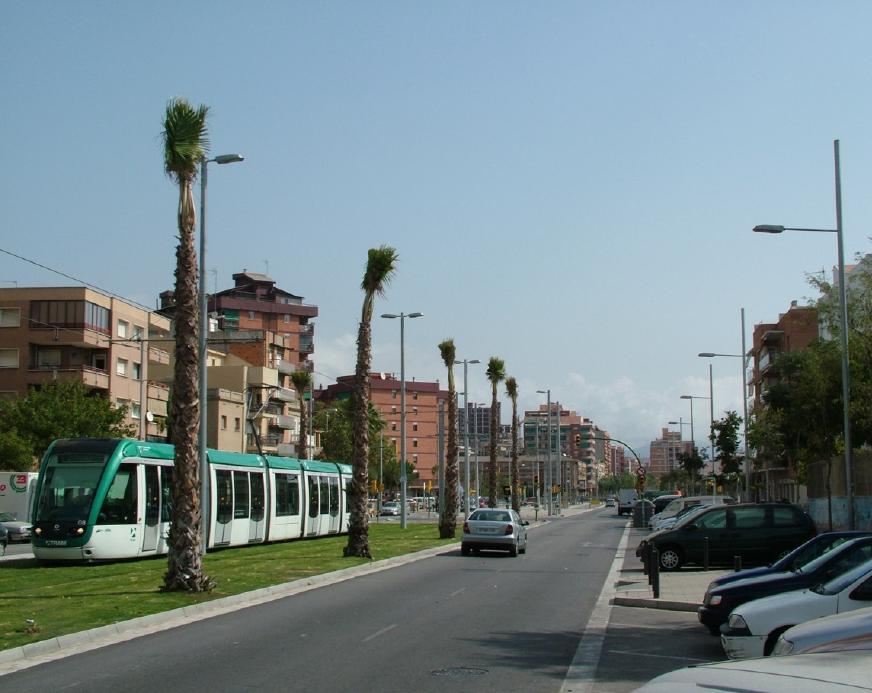
Tranvía del Besós en la avenida del marqués de Montroig

Badalona está bien comunicada con las poblaciones vecinas y especialmente con Barcelona, y también con el aeropuerto del Prat, que está a veinte minutos en coche por la Ronda Litoral. Por carretera, tiene acceso directo con la autopista C-31 (Barcelona-Palafolls); con la ronda B20 (Barcelona-Conrería); con la carretera general N II (Madrid-Barcelona-Francia); y con las carreteras locales de Badalona a Mollet y de Badalona a Moncada y Reixach.
Las líneas de la red de autobuses urbanos están gestionadas, la mayoría, por la empresa Tusgsal. En la actualidad hay 34 líneas de autobús regular que circulan por Badalona, la mayoría de ellas conectando con Barcelona y otras ciudades cercanas.
Desde 1988 Tusgsal junto con TMB y otras tres empresas municipales (Valladolid, Palma de Mallorca, Barcelona) un proyecto pionero en España para estudiar la viabilidad del Gas licuado del petróleo (GLP) como carburante para transporte público con el objetivo de reducir las emisiones contaminantes y sonoras.
La localidad está también conectada con Barcelona mediante cinco paradas de metro de la línea 2, Artigues/Sant Adrià, Sant Roc, Gorg, Pep Ventura y Badalona Pompeu Fabra. Esta última inaugurada el 11 de julio de 2010, acerca el metro al centro de la ciudad.
En abril de 2010 se inauguró la línea 10 de metro, con tres estaciones en el municipio: Gorg, La Salut y Llefià.
En septiembre de 2007 se finalizó la construcción de la línea de Tranvía que conecta Badalona con Barcelona (final de línea en la estación de Gorg).
La red de Rodalies de Catalunya conecta a Badalona hacia el sur con Barcelona y con la línea (R1) de la costa del Maresme y Blanes hacia el norte. La integración de la red de cercanías en los títulos ATM de metro y autobuses ha posibilitado un aumento considerable de su uso.
Proyectos en construcción
- Construcción del canal de la (segunda fase del nuevo puerto deportivo y pesquero) y remodelación integral del barrio del Gorg. El puerto de la ciudad se inauguró el año 2005, y está situado al sur de Badalona, muy cerca de San Adrián del Besós.

## Historia

### Antigüedad y Edad Media

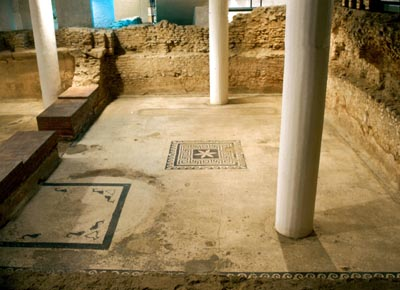
Termas romanas

Badalona tiene sus orígenes en el siglo III a. C., y fue fundada por los romanos. Los restos humanos más antiguos encontrados se remontan a los años 3500-2500 a. C.
Se tiene constancia de presencia humana en Badalona a partir del 3500 a. C., es decir, la época de sedentarización del Neolítico medio reciente. Así como de diferentes y primigenios asentamientos íberos y layetanos. Sobre algunos de ellos, se asentaron con posterioridad, los romanos, creando Baetulo, en su afán de frenar a los cartagineses, que se habían asentado ya en Ampurias;
En 1954 se descubrieron los restos de los antiguos baños romanos, también conocidos como termas. En el mismo emplazamiento se inauguró en 1966 el Museu de Badalona.
A partir del siglo X se vuelve a configurar en Badalona un núcleo urbano en la antigua ciudad romana, ocupando la Badalona medieval desde el río Besós al mar, y desde la colina de Montgat hasta la sierra Litoral. Azotada por plagas y pestes, además de los ataques de los piratas tunecinos, hacen que la Baja Edad Media sea considerado para Badalona como un periodo de recesión, pero de consolidación como núcleo urbano que en ese momento solo producía para su propia subsistencia.
El monasterio de San Jerónimo de la Murtra (fundado en 1416), fue muy relevante en su época; a punto estuvieron de celebrarse en él las cortes en 1472, en el marco de la Guerra Civil Catalana con Juan el Grande (Juan II), y donde el rey fue a refugiarse porque Badalona era la ciudad partidaria.

### Edad Moderna y Contemporánea
Según el Barón de Maldá en su Cajón de sastre, donde explica la vida badalonesa de principios del siglo XIX, Badalona había pasado a comerciar sus excedentes en el gran mercado emergente barcelonés, que empezaba a mirar hacia la industrialización. Administrativamente, Badalona continuó funcionando con la insaculación hasta que se vio afectada por el Decreto de Nueva Planta. El nivel de vida del municipio, poco a poco, fue dirigiéndose hacia el inexorable proceso de industrialización que catapultó el éxodo rural y la economía catalana del siglo XIX.
Hasta mediados del siglo XIX, Badalona vive un proceso de inmigración desde la Cataluña interior, debido al éxodo rural, que hizo aumentar la población del municipio a 12 600 habitantes en 1860. Estos fueron los que protagonizaron el crecimiento demográfico, pero también urbanístico badalonés. La llegada del tren a la ciudad en la mítica línea Barcelona-Mataró fue el arranque definitivo. La industria llegaba de la mano de Barcelona, a la vez que se trasladó a la ciudad condal la industria alimentaria de la zona. En 1897, la reina regente María Cristina otorgaba el título de ciudad a Badalona.

#### SigloXX

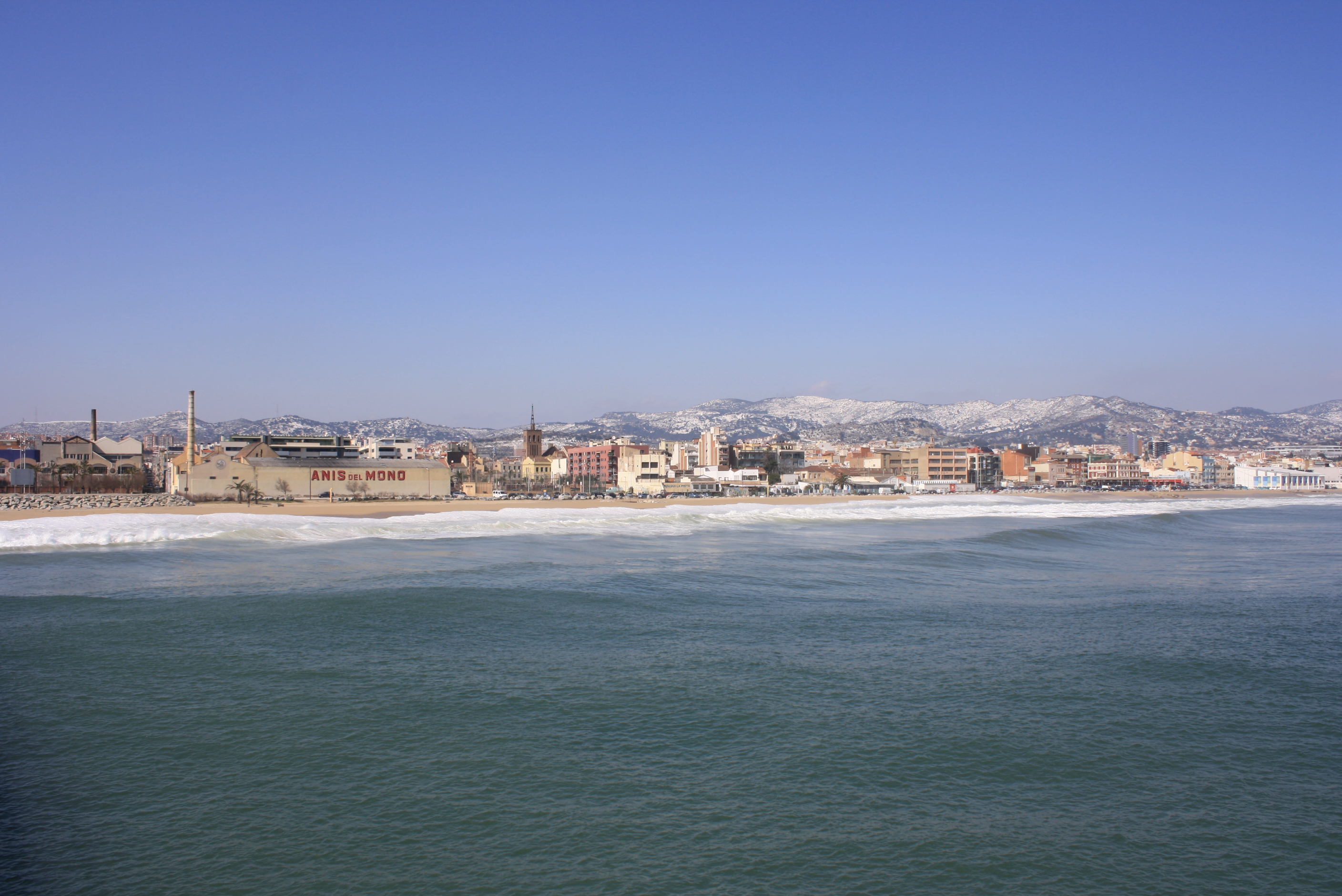
Litoral de Badalona en 2010

Badalona pasó momentos convulsos tanto con la dictadura de Primo de Rivera como la guerra civil española y la posterior dictadura de Francisco Franco. La guerra alteró totalmente la vida de los badaloneses. La ciudad sufrió violentos bombardeos (por la aviación italiana, por ejemplo), y los habitantes padecieron toda clase de privaciones causadas por la falta de alimentos.
El inicio de la posguerra es significativo en esta ciudad, con el fusilamiento del alcalde de Izquierda Republicana de Cataluña, Frederic Xifré en 1940, el mismo año que la muerte del propio presidente de la Generalidad de Cataluña, Lluís Companys. La dictadura fue el gran momento de expansión demográfica de la ciudad, que recibió un flujo de inmigración de diversos lugares de España y que no pudo absorber debido a la propia estructura socioeconómico de la época que hacía complicada, como en el resto del país, recibir tal flujo de inmigración en tan poco espacio de tiempo, dando lugar a barracas y la aparición de barrios con unas condiciones de vida insalubres. El período comprendido entre los años 1960 y 1975 se caracteriza por el volumen de inmigración y la transformación de la ciudad.
La Transición española y restauración democrática es también la época de la recuperación política, del paso de la clandestinidad de los partidos a la visibilidad, de la organización obrera con sindicatos, de la creación de las asociaciones de vecinos y de la creación de grupos y entidades que inician una nueva actividad sociocultural. En 1978, el cantautor Joan Manuel Serrat le dedica a la ciudad el pasodoble Qué bonito es Badalona, incluido en su disco de título 1978. También cantaron esta canción los artistas Manolo Escobar, quien residió en Badalona, y Julio Madrid.
Las primeras elecciones municipales democráticas, después de la Constitución de 1978, tuvieron lugar el 3 de abril de 1979. A finales de los años 1980 se inauguró el paseo marítimo, con el que Badalona se abría hacia el mar. Badalona está inmersa hoy, después de ser subsede de los Juegos Olímpicos de 1992, en un proceso convulso de transformaciones y la llegada de los nuevos inmigrantes que hacen de esto, uno de los nuevos retos del siglo XXI.

## Demografía
Badalona cuenta con una población de 227 083 habitantes (INE 2024).
| Gráfica de evolución demográfica de Badalona entre 1842 y 2021 |
| |
| Población de derecho según los censos de población del INE Población de hecho según los censos de población del INEEn este censo se denominaba Badalona y Cuadra de Blanes: 1842 |

Término municipal de Badalona en la comarca del Barcelonés

Evolución de la población en los últimos cinco siglos
| - 1497 105 - 1515 104 - 1553 88 - 1717 739 - 1787 3474 - 1857 10 485 - 1877 13 758 - 1887 15 974 - 1900 19 240 - 1910 20 957 - 1920 29 361 - 1930 44 291 | - 1940 48 284 - 1950 61 654 - 1960 92 257 - 1970 162 888 - 1981 227 744 - 1990 225 207 - 1996 210 987 - 1998 209 606 - 2000 208 944 - 2004 214 874 - 2006 218 520 - 2008 221 329 |  |

- 1497-1553: fogajes; 1717-1981: población de hecho; 1990: población en censo municipal.

- En 1553 se incorpora Llefià, y en 1717, Canyet y Pomar (antes Quadre de Blanes).

### Urbanismo

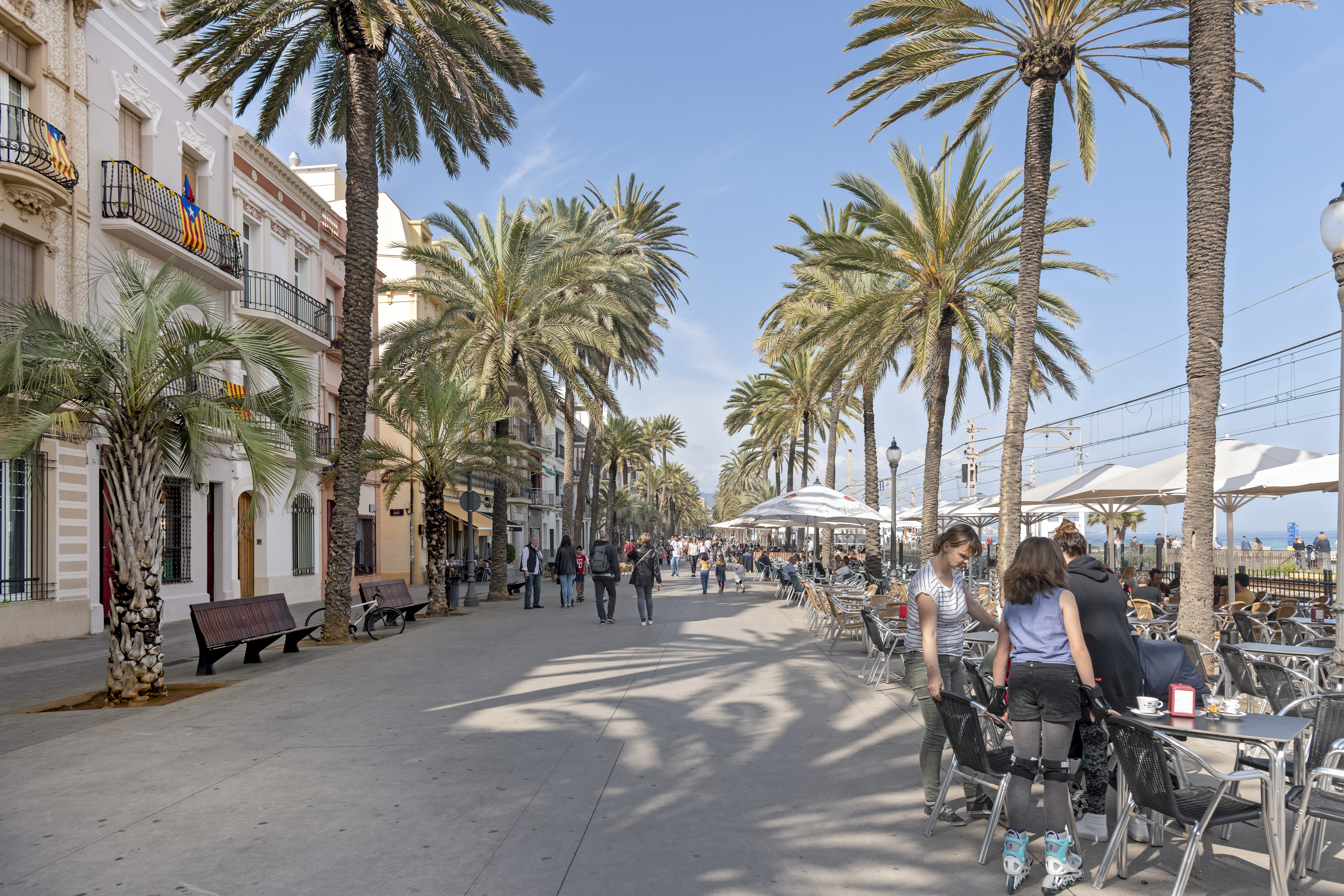
La Rambla

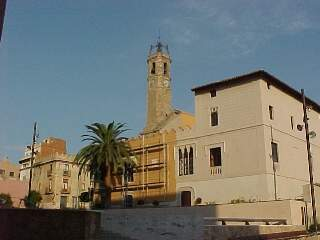
Iglesia de Santa María

Badalona es en la actualidad la cuarta ciudad de Cataluña en población. La expansión brutal del último siglo en el marco de una dictadura poco interesada en el diseño de modelos urbanístico sostenibles, han hecho del crecimiento de la ciudad, una subdivisión de áreas, las diferentes Badalonas, que aparte de diferenciar realidades sociales y provocar desigualdades, ha perdido en interconexión (se debe bajar al centro para acceder a los barrios periféricos) y ha llegado a provocar con la irrupción de la autopista C-31 la expresión de los badaloneses bajamos a Badalona. Así, la ciudad afronta hoy en día los retos del siglo XXI.

#### La Badalona histórica y marítima
Extendida por la zona costera del mismo municipio, ocupa una parte de los contrafuertes de la sierra Litoral Catalana. En los inicios de su fundación romana, la famosa Baetulo, se refleja hoy en el barrio de Dalt de la Vila, que se emplaza a los pies de una pequeña colina, motivo por el que encontramos caminos estrechos y de un nivel considerable. En este barrio, olvidado hoy en día, da cobijo a los restos de la ciudad romana y es allí donde se emplaza el Museo de Badalona. En este sector de la ciudad de plazas medievales, conecta con el sector de Baix a Mar donde encontramos el eje comercial y administrativo de la ciudad: la casa de la ciudad de 1877, sede del Ayuntamiento de Badalona, en la plaza de la Vila.
Desde allí parte a la calle del Mar, eje comercial badalonés que termina en la Rambla de la ciudad, un paseo repleto de bares y restaurantes con una presencia de palmeras a lo largo de la vía y, al muro que significa el paso de la histórica línea del tren de cercanías que data de 1848. Además, cabe recordar que la zona que hoy en día es la actual Martí Pujol, tiempo atrás era conocida como El Sorral, debido, tal y como indica su nombre, a la incapacidad de cultivar cualquier especie debido a la presencia de arena en dicha ubicación.
Un paseo marítimo cortado por el paso de la línea de ferrocarril da lugar a una de las playas más emblemáticas del litoral (ver litoral de la ciudad). La ciudad se caracteriza por ser una villa marinera (hoy en extinción) y como villa industrial, donde durante años se vertieron las aguas residuales que contaminaron la zona y afectaron al propio río Besós. Con la construcción del paseo marítimo en la penúltima década del siglo XX y la intención de conectarlo con el Puerto de Badalona, inaugurado en 2005, la zona se ha revitalizado y poco a poco ha ido desplazando los restos de la antigua Badalona industrial, sustituida por una residencial. Ejes del centro de Badalona, además de la calle del Mar o la propia plaza de la Vila, son la calle Francesc Layret, la Vía Augusta que, efectivamente, sigue el trazado de la antigua vía romana.

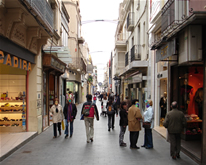
Calle del Mar

Badalona, ensancha un poco más el centro al paso de la antigua riera de Canyet o de Folc: la calle de Martí i Pujol, la avenida de President Companys, que cierran la Vía Augusta de lado a lado, y después la calle Prim; la riera Matamoros, que había estado el perímetro del primer ensanche badalonés o la zona ya de los barrios de Casagemes, Canyadó, Santo Cristo, con el cementerio viejo de Santo Cristo, tocando con Can Solei, y el Manresá, zonas más industriales que delimitan la ciudad con Montgat y Tiana con el polígono industrial de Les Guixeres, también repletas de zonas de ocio nocturno. El barrio de Cañadó, comprende uno de los pulmones más importantes de la ciudad: el parque de Can Solei, que próximamente se unirá al parque de Ca l’Arnús, una vez se abra al público. Cerca del centro de la ciudad cabe destacar la zona de la Plana y la Isla Central o de Can Fradera, donde fue inaugurada el 11 de julio de 2010 la estación de metro de la línea 2 de nombre Badalona-Pompeu Fabra y en un futuro hacer una estación intermodal donde pueda llegar un hipotético traslado ferroviario que daría uso a más ciudadanos, y enlaces con diversas líneas de autobuses. Es un enlace perfecto con el único barrio industrial del Progreso. De este sector cabe destacar la zona del histórico Mercado Maignon.

#### La Badalona postindustrial

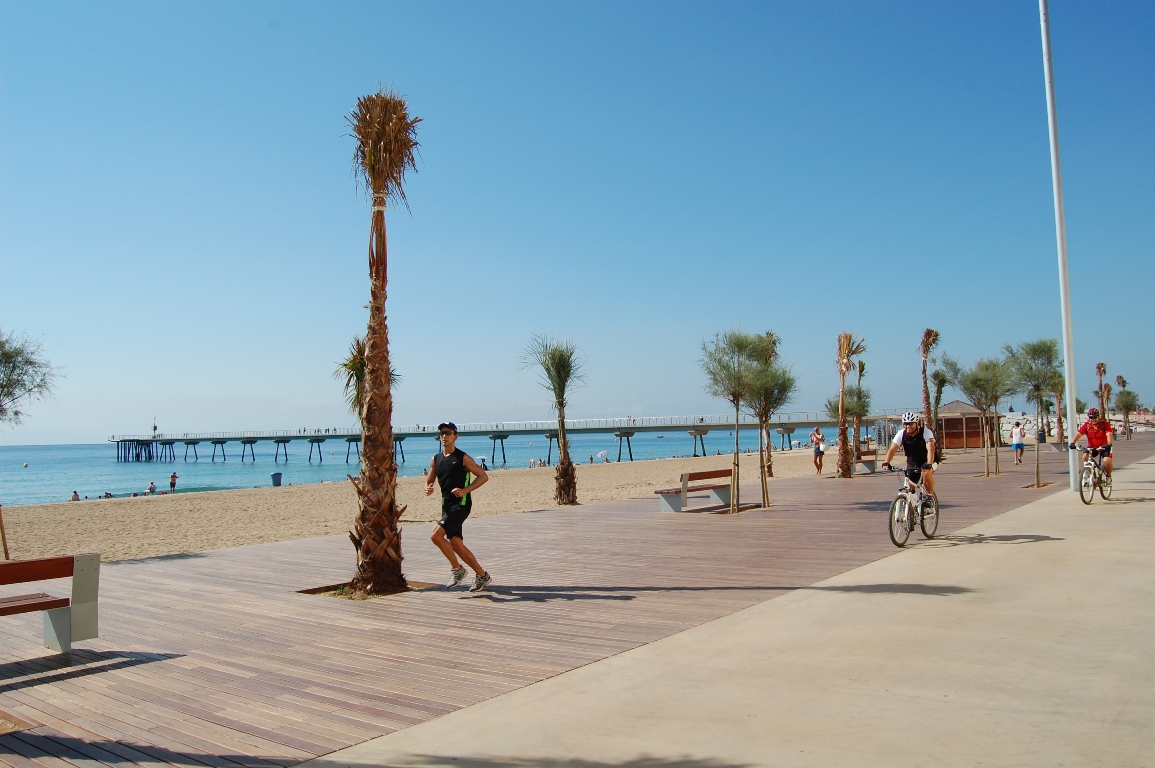
Paseo marítimo

Esta zona ya entra de lleno en barrios como el de Progreso, conectado precisamente con una de las vías más largas de la ciudad en paralelo a la vía ferroviaria: la calle Industria. Llega hasta el barrio de Gorg y toca con el Puerto de Badalona. Una de las plazas más céntricas de esta zona es la plaza de Pep Ventura, limitando con el barrio del Raval. La calle Guifré, Eduard Maristany, la calle de Progreso o la avenida del marqués de Mont-Roig, que desemboca en Pep Ventura y esta a su vez en Francesc Maciá, son una serie de ejes paralelos al mar, que conecta el centro de la ciudad con los barrios más periféricos como Gorg, San Roque, Llefià y Artigas. El más importante de estos es la calle Alfonso XIII que viene desde San Adrián del Besos y traza una diagonal hasta que encuentra una conexión a Pep Ventura con marqués de Mont-Roig llegando ambos a ser una, la calle Francesc Maciá.
La extensión de la calle Industria, fue ocupada por todo un conjunto de casas bajas bien características donde los obreros, que trabajaban en fábricas desaparecidas como Can Cros, vivieron. La zona, bombardeada durante la guerra civil española, comprende también otras fábricas históricas como la Cristalería, desaparecida como la anterior o bien la todavía activa fábrica de Anís del Mono.

#### La Badalona norte
Si bien la vía del tren actualmente supone una barrera para acceder a la playa, más problemática es aún el anillo geográficamente más exterior de la villa, que queda separada de las dos zonas antes tratadas por el paso de la autopista C-31 y viene de Barcelona en dirección a Mataró. El problema principal, además de partir en dos la ciudad justamente por el medio, es la escasez de pasos subterráneos que dificulta aún más la conexión entre los barrios más separados del centro administrativo de la ciudad, que a su vez, son los más poblados.
La Salut, Llefià y Artigas, los barrios limítrofes con Santa Coloma y San Adrián son los primeros que encontramos en el oeste. Esta es la zona más habitada de la ciudad, aún sus dimensiones y su expansión se atribuyen a dos olas de inmigración: la de diferentes zonas de España durante el franquismo. Y hoy en día, la inmigración que viene del exterior, principalmente del Magreb, Europa del Este, Pakistán y América Latina. El eje comercial de esta zona se sitúa en el paseo de La Salut, la calle Pérez Galdós y los mercados de Llefiá y el de La Salut.
Desplazándonos en dirección hacia Mataró, encontramos un segundo punto de barrios populosos, que comprende principalmente los barrios de Sistrell, Lloreda y Nueva Lloreda, zonas de las que destaca la colina de Caritg de unos 80 metros de altura, donde se pretende llegar un canal tierra adentro desde el Puerto de Badalona. También es importante el parque de Lloreda, que rápidamente conecta con Santo Cristo y el siguiente núcleo comercial de la ciudad, el que se llama el otro centro, por el volumen de consumo que mueven los grandes almacenes de la zona: Montigalá y Puigfred. Son estas zonas en expansión que dan paso a la Morera y Bufalá, donde parten las antiguas rieras que bajan a Martí i Pujol o a President Companys.
Aquí está la zona más boscosa y de más valor ecológico de Badalona, residencial y con poca densidad, donde la principal atracción es el monasterio de Sant Jeroni de la Murtra, es la sierra litoral, donde también encontramos caminos que parten de la Cruz de Montigalá o la Cantera de la Vallensana. El particular barrio de Pomar y la urbanización de Mas-Ram, son los últimos barrios, en este caso antes de circular por la carretera de la Conreria, que lleva a San Fausto de Campcentellas.

## Administración y política

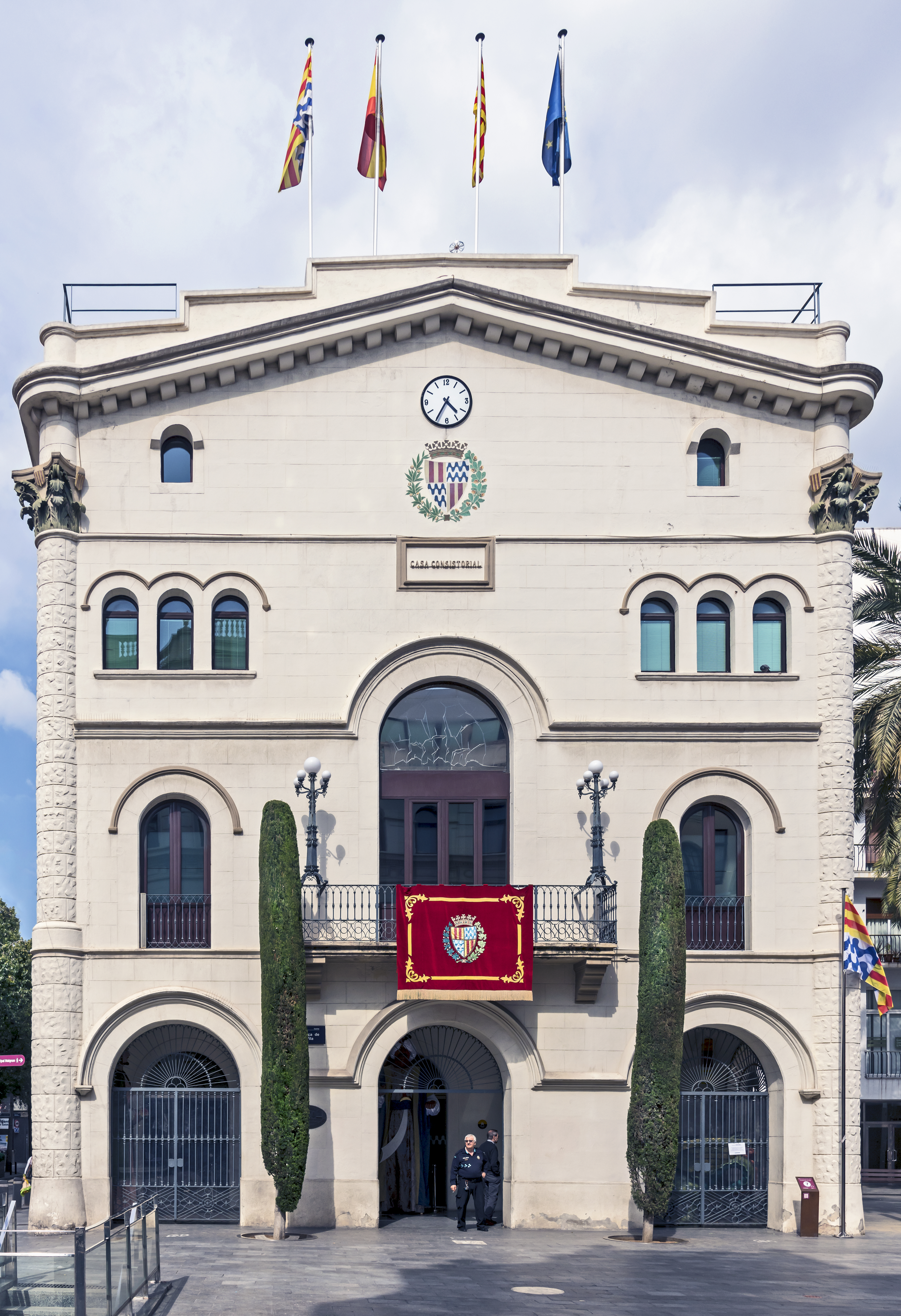
La casa consistorial, en la plaza de la Villa, sede del Ayuntamiento de Badalona

### Gobierno municipal
El ayuntamiento estuvo gobernado por la plataforma ciudadana Guanyem Badalona en Comú desde el 13 de junio de 2015 hasta el 20 de junio de 2018, cuando la alcaldesa Dolors Sabater fue desalojada del poder mediante una moción de censura y entró a gobernar Álex Pastor, del PSC, quien ostentó el cargo de alcalde hasta su dimisión el 22 de abril de 2020. Hasta el 12 de mayo de ese mismo año, cuando se celebró el pleno para investir a su sucesor, Aïda Llauradó (Badalona En Comú) ejerció como alcaldesa interina. Al no conseguir ningún candidato la mayoría absoluta requerida en dicho pleno, fue investido automáticamente Xavier García Albiol, del PP, por ser el líder de la fuerza más votada. El 8 de noviembre de 2021, el socialista Rubén Guijarro accedió a la alcaldía tras una moción de censura apoyada por todos los grupos municipales con la excepción del PP, tras la aparición de Xavier García Albiol en los Papeles de Pandora.
| Periodo   | Nombre                           | Partido | Partido                                        |
| --------- | -------------------------------- | ------- | ---------------------------------------------- |
| 1979-1983 | Màrius Díaz Bielsa               |         | Partit Socialista Unificat de Catalunya (PSUC) |
| 1983-1999 | Joan Blanch Rodríguez            |         | Partit dels Socialistes de Catalunya (PSC)     |
| 1999-2008 | Maite Arqué Ferrer               |         | Partit dels Socialistes de Catalunya (PSC)     |
| 2008-2011 | Jordi Serra Isern                |         | Partit dels Socialistes de Catalunya (PSC)     |
| 2011-2015 | Xavier García Albiol             |         | Partit Popular de Catalunya (PP)               |
| 2015-2018 | Dolors Sabater Puig              |         | Guanyem Badalona en Comú (GBeC)                |
| 2018-2020 | Àlex Pastor López                |         | Partit dels Socialistes de Catalunya (PSC)     |
| 2020-2020 | Aïda Llauradó Álvarez (interina) |         | En Comú Podem (ECP)                            |
| 2020-2021 | Xavier García Albiol             |         | Partit Popular de Catalunya (PP)               |
| 2021-2023 | Rubén Guijarro Palma             |         | Partit dels Socialistes de Catalunya (PSC)     |
| 2023-act. | Xavier García Albiol             |         | Partit Popular de Catalunya (PP)               |

| Partido político                                                      | 2023  | 2023   | 2023       | 2019  | 2019   | 2019       | 2015  | 2015   | 2015       | 2011  | 2011   | 2011       | 2007  | 2007   | 2007       |
| Partido político                                                      | %     | Votos  | Concejales | %     | Votos  | Concejales | %     | Votos  | Concejales | %     | Votos  | Concejales | %     | Votos  | Concejales |
| Partit Popular de Catalunya (PP)                                      | 55,73 | 50 185 | 18         | 37,58 | 37 506 | 11         | 34,21 | 30 559 | 10         | 33,42 | 26 890 | 11         | 21,86 | 16 203 | 7          |
| Partit dels Socialistes de Catalunya (PSC)                            | 14,62 | 13 167 | 4          | 19,94 | 19 844 | 6          | 14,09 | 12 590 | 4          | 27,06 | 21 750 | 9          | 29,81 | 21 352 | 9          |
| Esquerra Republicana de Catalunya (ERC)                               | 7,61  | 6855   | 2          | 24,52 | 24 485 | 7          | 10,98 | 9812   | 3          | 3,70  | 2976   | 0          | 5,77  | 4276   | 1          |
| En Comú Podem (ECP)-Iniciativa per Catalunya Verds (ICV)              | 6,96  | 6270   | 2          | 8,52  | 8502   | 2          | 6,68  | 5971   | 2          | 8,93  | 7184   | 3          | 14,78 | 10 954 | 5          |
| Minicipalistes de Catalunya (MCAT)-Candidatura d'Unitat Popular (CUP) | 6,08  | 5476   | 1          | —     | —      | —          | 17,51 | 15 645 | 5          | 1,82  | 1465   | 0          | 2,11  | 1562   | 0          |
| Junts per Catalunya (JxC)-Convergència i Unió (CiU)                   | 4,79  | 4314   | 0          | 5,15  | 5140   | 1          | 7,94  | 7097   | 2          | 12,54 | 10 091 | 4          | 16,46 | 12 199 | 5          |
| Ciutadans (CS)                                                        | 0,29  | 265    | 0          | 1,78  | 1772   | 0          | 5,60  | 5000   | 1          | 1,18  | 952    | 0          | 4,16  | 3086   | 0          |

### Organización territorial
El término municipal de Badalona tiene una superficie de 21,17 km² y el núcleo urbano ocupa 8,70 km².
Badalona está formada por 34 barrios agrupados en 6 distritos, que son los siguientes:
| - Distrito 1: Canyadó, Casagemes, Coll i Pujol, Centre, Dalt la Vila, Manresà y Progrés. - Distrito 2: Sant Crist, Sistrells, Lloreda, Nueva Lloreda, Puigfred, La Paz y Montigalà. - Distrito 3: Canyet, Mas Ram, Bufalà, Pomar, Pomar de Dalt, Morera, Les Guixeres y Bonavista. - Distrito 4: La Salud, Sant Antoni de Llefià, Sant Joan de Llefià y Sant Mori de Llefià. - Distrito 5: Gorg, La Mora, Congrés, Can Claris y Raval. - Distrito 6: Artigas, San Roque y El Remedio. |

## Economía

### Economía tradicional
Hasta la llegada de la primera línea ferroviaria de España en 1848, Badalona ha sido una villa de actividad tanto agrícola y ganadera como marinera. Resulta evidente en lo respectivo a la actividad marinera porque aún perteneciendo al Mediterráneo catalán, pero la agricultura nunca ha quedado en un segundo plano. De hecho, desde la época de la Baetulo romana, el municipio destacó por el comercio y la producción de vino en un momento de prosperidad en los inicios de la era cristiana. La ciudad sigue una especie de pauta común a la de muchos otros pueblos del Mediterráneo de la época. El comercio con la exportación de la viña a lugares como la Laietania ya desde la época de los tiempos prerromanos, fue la principal fuente de beneficio derivada del cultivo vinícola. Aun estando presentes, han quedado en un segundo plano las actividades ganaderas y de cultivo de otros productos como el trigo, el maíz, habas, cáñamo, hortalizas, la patata, etc.
La revolución industrial a su paso por la ciudad, y el crecimiento demográfico y urbanístico, fueron desplazando estas actividades hoy en día residuales debido a la falta de territorio físico para llevarlo a cabo. Respecto al sector ganadero, sobre todo destacó la cría ovina y de caballos, la primera para la lana y la segunda de cara a llegar a ser una fuerza motriz para trabajar las tierras de los grandes terratenientes tanto de Badalona, San Adrián como Santa Coloma, siempre aprovechando las aguas del río Besós.
Residual es en la actualidad la actividad pesquera en Badalona, aún y su vinculación tradicional con el mar. La falta de hasta hoy en día de un proyecto de puerto sostenible, ha provocado un éxodo desde mediados del siglo XX, de los pescadores autóctonos, que han pasado a engordar las filas de otros puertos como el de Barcelona, Villanueva y Geltrú, y Blanes. En el año 2002 se otorgó a Marina Badalona la concesión para la gestión y administración de un puerto deportivo y pesquero, dentro del proyecto de la construcción de un canal deportivo en el futuro muy cercano a otro gran proyecto urbanístico local como es el de la Capital Europea del Baloncesto. Quedó inaugurado en 2005, en condiciones aún precarias, las que, junto al fenómeno constructor de las inmediaciones de las instalaciones, han estado denunciadas diversamente por la Cofradía de Pescadores de Badalona y los propios pescadores que quedan.
En Badalona, la Cofradía funciona desde el siglo XVIII y tuvo un periodo de máxima expansión en la segunda mitad del siglo XIX, cuando en 1870 se registraron 150 barcas y cerca de 96 a principios del siguiente siglo. Actualmente, es difícil saber cual es la actividad pesquera restante, ya que los últimos pescadores de la era anterior al puerto, fueron a vender el pescado a los puertos de Barcelona y El Masnou. Aunque la cifra no llega a la decena de personas que viven del oficio aún hoy en día disponiendo de unas mínimas instalaciones en el puerto del municipio.

### La economía desde la era industrial

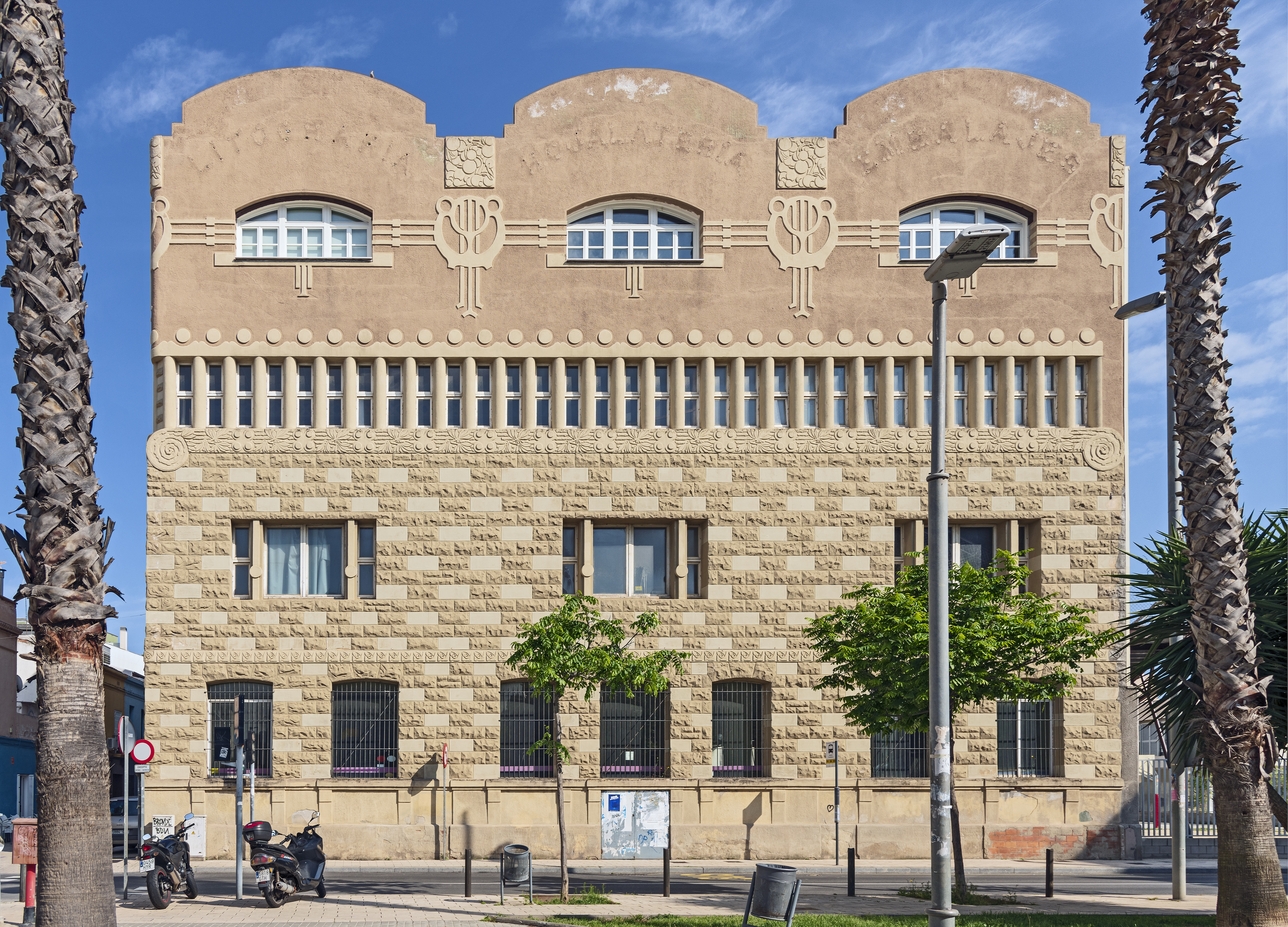
Fábrica Gottardo de Andreis

Badalona contempla como fecha y hecho clave, la llegada del ferrocarril a la ciudad en 1848 para explicar el origen del modus vivendi que desplazaría las actividades tradicionales: la industria. Con la construcción y el crecimiento demográfico consecuente, solo la pesca pudo alargar su etapa de mayor rendimiento.
De igual manera, desde los primeros inmigrantes que se establecieron, llamados canareus, Badalona ya practicaba antes del tren y desde principios de siglo, la manufactura textil, del ramo de la cuerda (de la que podemos destacar Can Ribó, por ejemplo, en 1826), como la actividad química, hasta 1840 aproximadamente. A partir de aquí, la irrupción de la máquina de vapor (Carbó y Viñas por ejemplo de 1840) dio una predominancia mayor al sector textil (hiladora, tejidos de algodón, fábrica de tintes…) por encima de, por ejemplo, el alimentario. Así culminó la segunda mitad de la década de 1860, con la aparición de las grandes industrias, no solo textiles (Textil Funoses, 1866), si no que del refinado de azúcar o el gran negocio del anís, que hizo a Bosch y Grau en 1868 a fundar la empresa Anís del Mono que está vigente hoy en día.
Las fábricas, ruinas de las cuales han perdurado hasta finales del siglo XX, son tan emblemáticas para la ciudad como la de abonos químicos (Can Cros), que tuvo que ser evacuada a causa de la fuerte contaminación. Can Canyelles, can Mercader o Canals y Cia se inauguraron ya a finales de siglo. Aún con esto llevaría a Badalona a situarse en este periodo, entre las ciudades puntales de la industria catalana. De todas, las industrias que más destacaron hasta finales casi de mediados del siglo XX, fue la actividad textil, la química y metalúrgica.
En la foto se muestra la antigua fábrica Gottardo de Andreis, que actualmente es un instituto llamado La Llauna. En él, hay ESO y bachillerato.

### La economía de Badalona en elsigloXXI

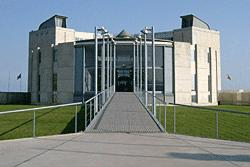
BCIN

Pasada, pues, la era industrial, Badalona ha seguido la línea de los municipios que han optado por potenciar el sector terciario y el turismo como principal fuente económica de la ciudad, sin dejar de lado la reconversión del sector industrial de la que hoy destaca el sector del Polígono de Montigalà-Batlloria o Les Guixeres. En este último, Badalona ha edificado el Badalona Centro Internacional de Negocios (BCIN), que desde 1995, está destinado a mejorar la comunicación de las empresas de Badalona, sobre todo con el mercado americano y con el europeo. La microelectrónica, la industria del envasado, la textil y el sector de los moldes industriales, aparecen como los principales sectores industriales que exportan a los mercados citados anteriormente. Aunque Badalona no olvida el comercio interior, la economía tradicional de toda la vida que hoy se traduce en seis mercados municipales y diversas calles comerciales repletas de comercio de proximidad. A destacar: calle del Mar y el paseo de la Salud, pero también cuenta con Canonge Baranera y la calle Chile.

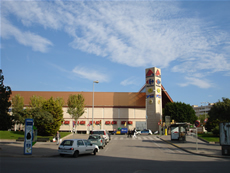
Centro Comercial Montigalà

Badalona tiene una situación geoestratégica privilegiada, cerca de Barcelona e inmersa en su área metropolitana. El área metropolitana de Barcelona aporta un 63 % al PIB de la economía de Cataluña y un 13 % al PIB de la economía de España. En el marco europeo, la región metropolitana de Barcelona forma parte de un importante eje de desarrollo conocido como «Arco Mediterráneo», junto con Zaragoza, Valencia, Perpiñán, Montpellier y Toulouse. La localización de Badalona, junto con las inversiones públicas en infraestructuras de comunicaciones hechas en los últimos años, han estado los polígonos industriales de la ciudad y toda el área metropolitana en una situación óptima por lo que respecta a las comunicaciones con Europa y con el resto de España.
La prueba de esta potencialidad está en el gran desarrollo que ha experimentado el polígono badalonés de Montigalá y que lo ha convertido en una de las principales áreas comerciales de Europa. En 1992 se creó Pronto Moda como resultado de la asociación de un grupo de pequeñas empresas ubicadas en Santa Coloma de Gramanet y Badalona. Se ubica en el parque Comercial de Montigalà con una superficie de 100 000 m² y siendo el segundo mayor centro industrial de confección de Europa, solamente superado por Milán.
Mercados municipales
Badalona cuenta con seis mercados municipales:
- Mercado municipal de La Salut
- Mercado municipal de Llefià
- Mercado municipal Maignon
- Mercado municipal Morera-Pomar
- Mercado municipal San Roque
- Mercado municipal Torner

Aunque no figure aquí, existió un mercado municipal privado en Lloreda, ubicado en el barrio de Nueva Lloreda. En sus últimos años, apenas permanecían abiertas una media docena de paradas debido a la fuerte competencia de los supermercados del barrio y de las zonas cercanas. Esta situación contrastaba notablemente con la de principios de los años 1980, cuando el mercado desempeñaba un papel muy relevante en el comercio del barrio, en parte porque era el único disponible para los vecinos de una zona que, por aquel entonces, contaba con pocos años de existencia.

## Servicios

### Sanidad
Los centros sanitarios a destacar de mayor relevancia son nueve centros de atención primaria y dos hospitales: el Hospital municipal de Badalona y el Hospital Universitario Germans Trias i Pujol (popularmente conocido como Hospital de Can Ruti). Y el Institut Guttmann centro terapéutico para pacientes de lesiones medulares y del resto del sistema nervioso.

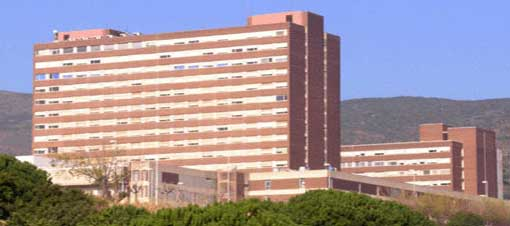
Hospital Universitari Germans Trias i Pujol-Can Ruti

El Hospital Universitari Germans Trias i Pujol se caracteriza por ser uno de los más importantes de España en el tratamiento del cáncer y del VIH. Su inauguración tuvo lugar el 14 de abril de 1983 cuando el presidente de la Generalidad de Cataluña, Jordi Pujol, y el consejero de Sanidad, Josep Laporte, inauguraron el centro, que el año 1982 había recibido el nombre de Hospital Germans Trias i Pujol, en honor de Joaquim y Antoni Trias i Pujol, dos catedráticos de cirugía de origen badalonés represaliados por el franquismo.
El hospital abrió con 166 camas y poco a poco se pusieron en marcha nuevos servicios. En 1984 empezó a funcionar la unidad de Urgencias. En 1985 el hospital fue acreditado como centro docente, tanto para la formación de pregrado como de postgrado, aunque hasta 1986 no fue acreditado definitivamente para el programa MIR. En 1990 se consolidó como hospital universitario de la Universidad Autónoma de Barcelona. El centro también colabora con diversas escuelas de enfermería.
El hospital crece: en 1988 se creó la Unidad de Investigación y el 1995 se constituyó la Fundació per a la Recerca Biomèdica Germans Trias i Pujol para aprovechar y canalizar todos los esfuerzos de investigación en el centro. Ahora esta fundación recibe el nombre de Instituto de Investigación en Ciencias de la Salud Germans Trias i Pujol.
De todo ello hace veinte años, durante los cuales, a pesar de las dificultades iniciales, el Hospital Universitari Germans Trias i Pujol ha evolucionado hasta convertirse en el centro de referencia de la región sanitaria del Barcelonés Norte y el Maresme, poblada por casi 800 000 personas. El hospital tiene 638 camas y dispone de servicios de alta tecnología, entre los cuales destaca un programa integral oncológico (oncología médica, hematología clínica y oncología radioterápica) y la cardiología terciaria (hemodinámica, electrofisiología y cirugía cardíaca).

## Cultura

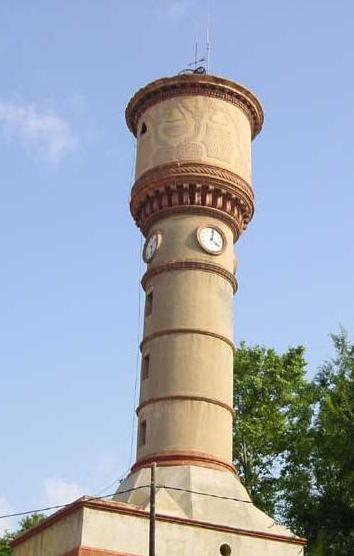
Torre del antiguo matadero

Badalona promueve la actividad cultural de la ciudad en todos los ámbitos, con espacios destinados a bibliotecas de las que existen cinco en la ciudad: Centro, Llefià, Lloreda, Pomar y Sant Roc. También existen escuelas especializadas en investigación y estudio de materias concretas, etc., para que sus habitantes puedan disfrutar de una amplia oferta para todos los gustos.
El centro comercial Mágic Badalona, inaugurado en 2009, consta de tres plantas, en la más baja se encuentran tiendas de ropa y electrónica, también el acceso al aparcamiento y el del Río y Mercadona, el supermercado, la central, con varios bares de tapas, el gimnasio, y tiendas de variedades, la tercera planta y última, consta de restaurantes y el cine, también consta de un jardín o patio exterior alrededor de una bola enorme de vidrio y plástico conmemorando una pelota de baloncesto, consta de dos plantas de aparcamiento. Está situado al lado del pabellón de la peña de baloncesto badalonesa, consta de unas canchas de baloncesto.
Badalona también dispondrá pronto de un gran centro de formación y difusión musical, que recibirá el nombre de Ciudad de la Música y que se ubicará en el edificio del antiguo Matadero, en el barrio de La Salut. Este centro acogerá el Conservatorio Profesional de Música y tendrá un auditorio de 1000 plazas, un servicio de documentación musical y un espacio llamado Factoría, que fomentará la creación y acogerá actuaciones de estilos diversos.

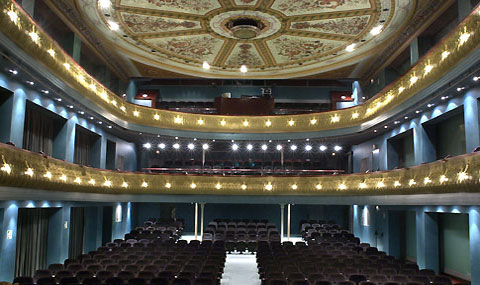
Teatro Zorrilla

Otro de los aspectos culturales de la ciudad es la promoción de manifestaciones culturales artísticas con el remodelado Teatro Zorrilla como núcleo central, un teatro que se ha convertido en el centro de las artes escénicas de Badalona y ha dejado en segundo plano al Teatro Principal.
El primer fin de semana del mes de junio tienen lugar en la Rambla la Feria del Viaje, el Ocio y la Aventura, con una amplia oferta lúdica y de viajes, y las Jornadas Gastronómicas. En junio también se celebran las fiestas de San Juan y de San Antonio de Llefià, los barrios más poblados de la ciudad.
Durante los meses de verano, Badalona ofrece toda una serie de actividades como las noches de verano en los centros cívicos, cine, centros de recreo infantiles, cursillos de deportes acuáticos, actuaciones musicales,... Todo esto significa que la ciudad dispone de una oferta variada y para todos los gustos.
Desde 1971 se celebra el Festival Internacional FILMETS de Badalona, basado en cortometrajes independientes del panorama internacional, el festival tiene una duración de ocho días en el mes de noviembre.

### Fiestas

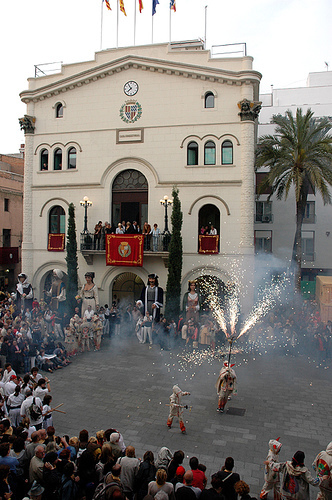
Plaza de la Villa, fiestas de mayo

La fiesta mayor de Badalona se celebra el 15 de agosto, la «Ascensión de la Virgen» (Mare de Déu d'Agost). Aun así la festividad más celebrada en Badalona son las «Fiestas de Mayo» celebradas en mayo, el 11 de mayo día del patrón de la ciudad y festivo, San Anastasio. La noche anterior, el 10 de mayo, se celebra la fiesta de la «Quema del Demonio» (Cremada del Dimoni) en la playa, donde se quema un demonio de madera en la arena, mientras se lanzan fuegos artificiales.
Esta jornada está llena de actividades: correfuegos, el baile del Áliga, habaneras, cremats, la sardinada, bailes de calle y desde su fundación en 1998 las actuaciones de los Castellers de Badalona, els Gegants de Badalona y els Diables. Esta festividad de mayo fue declarada Bien Cultural de Interés Turístico en 1990. Además parece ser que se encuentran datadas en 1635; Rafael d'Amat y de Cortada (Barón de Maldá) las describió en su Calaix de sastre.
Badalona da cobijo a diversas fiestas que rinden homenaje a santos como San Sebastián (patrón escogido por el pueblo), San Pedro (patrón de los pescadores), o la Passada de San Antonio (patrón de los animales de cuadra de pie redondo, es decir, con pezuña). Badalona también celebra la procesión del Corpus, la del Carmen, la Procesión de los Misterios, documentada en el siglo XVII y caracterizada por el silencio. También desde 1982 aparece la Procesión del Santo Entierro organizada por la Hermandad del Santísimo Cristo Redentor y Nuestra Señora de la Soledad en el barrio de Llefiá, una de las procesiones con más afluencia de público de la provincia de Barcelona y caracterizada por su estilo andaluz. También en el mes de mayo la Procesión en honor a la Virgen de Fátima. Además de la Noche de Reyes en que estos llegan a la ciudad desde la playa. A estas se les añaden las festividades típicas de Cataluña como el Carnaval, el Día de Cataluña, el Día de San Jorge o la Fiesta de San Juan.

### Medios de comunicación
- Televisió Badalona
- Ràdio Ciutat de Badalona 94.4 FM
- Badanotis noticias de Badalona.[12]
- Setmanari d'informació El Tot Badalona
- Diari setmanal BNS
- Diari El Punt
- Radio Pomar
- Revista Badalona 2012
- Revista Bétulo
- La Genial Plataforma Cultural
- Revista A prop de tu

### Deporte

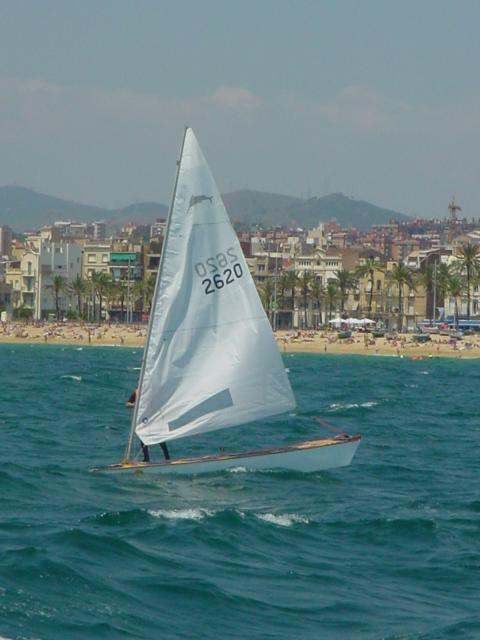
Patín de vela ante la playa

Pendientes de las últimas excavaciones en el histórico barrio de Dalt de la Vila, parece ser que el deporte en Badalona se basa en los juegos antiguos, que como en muchos otros lugares fueron evolucionando, creándose nuevos y quedando otros en desuso. Naturalmente la implantación de los deportes de masas actuales no llegó hasta la época contemporánea y lo hizo con fuerza.
En Badalona están documentados cuatro juegos bien enraizados desde el siglo XVIII y se practicaban también en otros lugares con sus pertinentes variantes. Popularmente son considerados como «juegos», pero en algunos parece ser que la violencia es el factor común. Dichos juegos son: la vara, la alpargata, el juego de la pelota y la ascensión de la cuerda.
Ya con la llegada de los deportes de masas en el siglo XX, Badalona se caracterizó por reunir diversas actividades deportivas históricas en la ciudad. Las pistas de atletismo de Can Ferrater, la escuela de vela hoy en día ubicada dentro del puerto deportivo; Badalona también práctica la natación con el histórico Club Natació Badalona, el fútbol con el Club de Fútbol Badalona con más de cien años de tradición y la Unión Deportiva Artiguense (actualmente en 2005 se fusionó con el C. F. Sant Roc dando lugar a la A. E. Unificació Badalona Sud) y el más internacional, que es el baloncesto cuyo máximo exponente es el Club Joventut de Badalona fundado en 1930 y uno de los tres equipos fundadores de la liga ACB, junto a Estudiantes y Real Madrid. Actualmente es la cuna de grandes estrellas del baloncesto catalán y español. 
El baloncesto es precisamente el deporte más popular del municipio badalonés y el Club Joventut de Badalona, que fue campeón de Europa en 1994, popularmente denominado «La Penya», el equipo más prestigioso. Badalona diseñó el pabellón olímpico municipal de deportes aprovechando la celebración de los Juegos Olímpicos de Barcelona para crear un nuevo pabellón con mayor capacidad y adecuado a las necesidades de la alta competición. Además la integración de este deporte en la ciudad es muy elevada en lo que respecta al baloncesto de base. Existen gran cantidad de equipos de barrio, de asociaciones y sobre todo de institutos que lo practican. Otros clubes ilustres de la ciudad con un gran baloncesto base son el Círcol Catòlic de Badalona (antiguo Cotonificio), Sant Josep de Badalona (San Pep), UE Llefia, Maristes Ademar, Sant Andreu Natzaret, Colegi Badalonés y la AE Minguella.

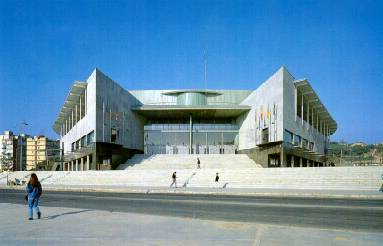
Pabellón Olímpico

En 1992 Badalona fue subsede olímpica de los Juegos Olímpicos de Barcelona 1992 en la modalidad de baloncesto, en la que el dream team de Estados Unidos liderado por Michael Jordan, considerado por muchos el mejor equipo de baloncesto de todos los tiempos consiguió la medalla de oro realizando un juego espectacular. Barcelona proyectó la final del torneo en el Palau Sant Jordi de Barcelona, pero la argumentación badalonesa prevaleció y se consiguió disputar la totalidad del torneo. Por su parte el actual Pavelló dels Països Catalans dio cobijo a la competición olímpica de boxeo. Badalona también fue sede de los Juegos Paralímpicos de 1992 en baloncesto.
Ligado al Club Joventut de Badalona, se ha construido un centro deportivo y turístico a nivel internacional, el Màgic Badalona con la finalidad de llegar a ser la capital europea del baloncesto. También se ha reformado el área próxima al pabellón olímpico municipal.

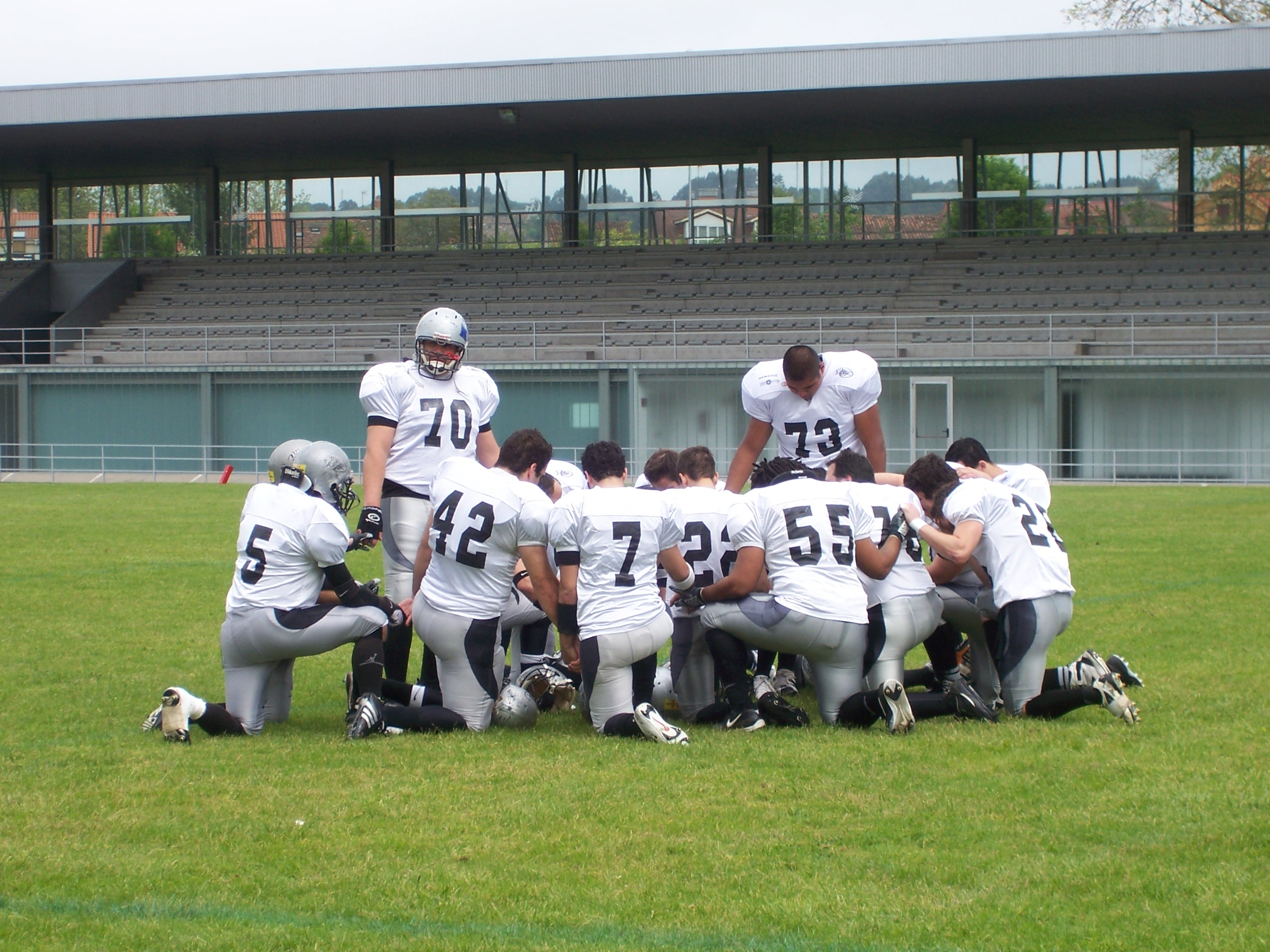
Los Badalona Dracs antes de un partido, 9 de mayo de 2009

En el entorno de las Festes de Maig se celebra la Cursa Popular de Badalona, siendo el recorrido más largo de 10 km. También existen dos trazados por la ciudad de menor recorrido para niños. De la misma manera, dentro de las actividades del Maig Esportiu, se celebran la Bicicletada Popular y las 24 horas de baloncesto.
En un nivel más popular, Badalona tiene repartidos en su territorio diversos equipamientos en la calle para prácticas deportivas, al margen de la práctica del fútbol o baloncesto de base, la más destacada y extensa es la petanca. El rugby (RC Badalona), el fútbol americano Badalona Dracs, equipo decano y más laureado del Fútbol Americano en España, el CE Seagull, BDN equipo de fútbol femenino más importante de Badalona y tercero de Cataluña después de FC Barcelona y RCDE, el cual hoy en día se encuentra en la categoría de plata (Retoiberdrola) el atletismo (UGE Badalona), el tenis (CT Badalona y CT Mas-Ram), el tenis de mesa (CE Badalona Tennis Taula), el club de ajedrez Escacs Llar del Jubilat, el vóley playa, las artes marciales, los circuitos físicos costeros completan perfectamente la actividad deportiva del municipio. Al margen de esto, Badalona se complementa con diversos pabellones polideportivos y con tres piscinas climatizadas a destacar, la piscina municipal, la piscina de Llefià y la piscina de Sistrells. El Ayuntamiento de Badalona ha cedido la gestión y explotación de las dos últimas a empresas privadas, para que realicen inversiones de mejora y mantenimiento a cambio de la concesión administrativa, dotando así a la Piscina de Llefià y a la de Sistrells de equipamientos complementarios como sala de fitness, clases dirigidas, spa, wellness y solárium.
Desde 2002 se practica en esta ciudad la modalidad de banco fijo de remo Llagut y llaüt, con una fuerte pegada para los habitantes de la ciudad ya que en su corta vida en la ciudad, este deporte ya cuenta con tres clubes afianzados en la liga catalana, Club Nautic Bétulo, Club rem Badalona y Club Natació Badalona; Además han participado en regatas del Cantábrico tan importantes como la Kontxa y varios equipos han conseguidos valiosos triunfos en campeonatos estatales.

Interior del Pabellón Olímpico

A todo este parque de instalaciones y zonas deportivas se une a finales de 2010 el Badarodes Parc, una instalación donde practicar skate y BMX que ha resultado de referencia para los y las practicantes de estas modalidades, considerándose una de las mejores en el ámbito estatal y siendo pionera en la unión de estas disciplinas.
Recientemente, en Badalona se ha construido una plaza conocida popularmente como El Gorg que ha sido tomada por skaters tanto locales como del resto de Cataluña.
Badalona dispone de diversos institutos de educación como por ejemplo el Col·legi Badalonés, Barres i Ones, Maristes Champagnat, Mare de Déu de l'Assumpció entre muchos otros. En ellos se puede cursar la ESO, el Bachillerato y varios ciclos formativos.

### Ciudades hermanadas
- Alcanar, España
- Gotemburgo, Suecia
- Montevideo, Uruguay
- Parla, España
- San Fernando, España
- Valparaíso, Chile
- Holguín, Cuba